# Моріон (шолом)

Гребенястий моріон з Північної Італії (1575—1600, Клівлендський музей мистецтв)

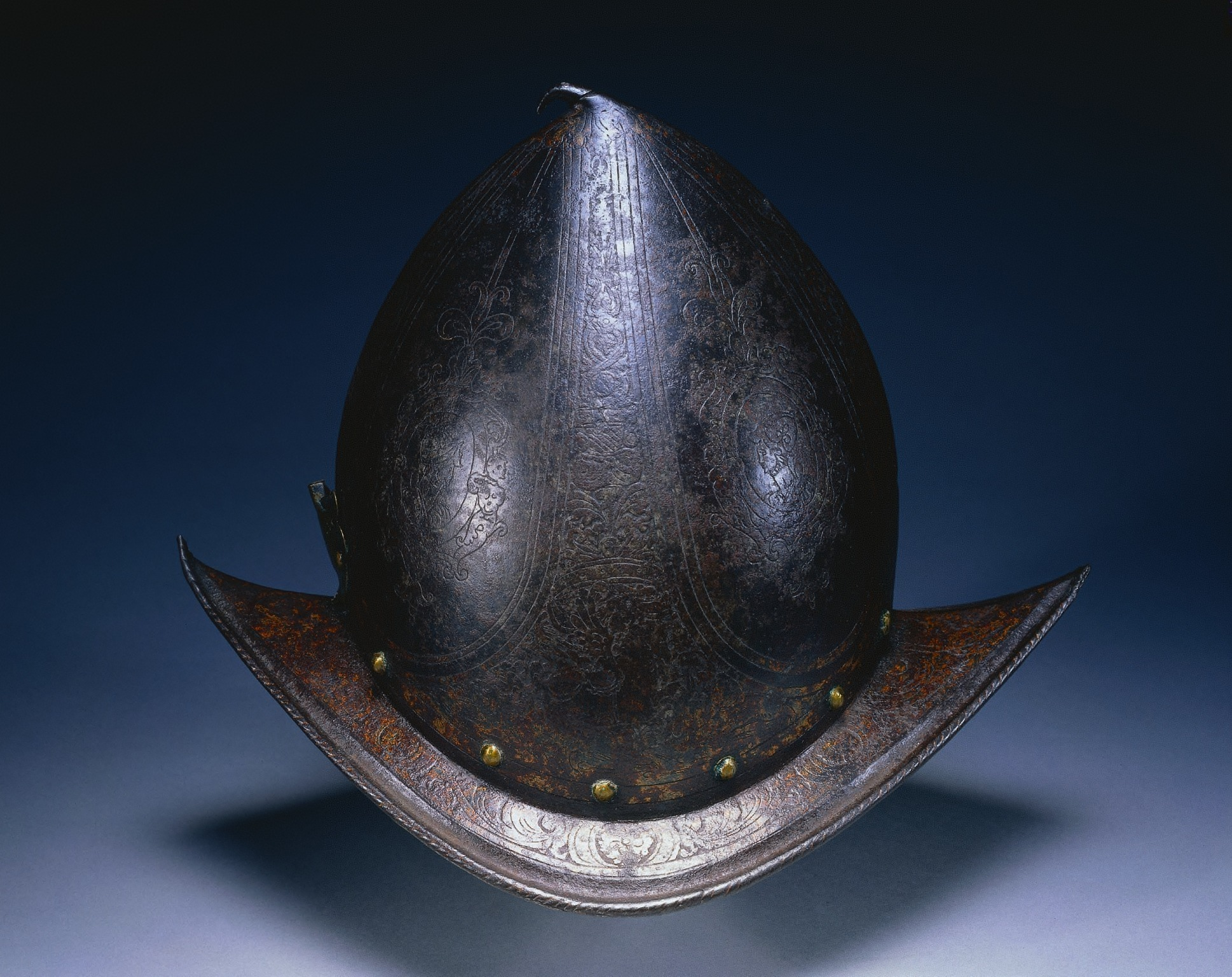
Загострений моріон з Північної Італії (1580, Клівлендський музей мистецтв)

Моріо́н (ісп. morrión) — європейський відкритий опуклий шолом XVI—XVII століть. Один із символів європейського модерну, Доби великих географічних відкриттів й колоніалізму. Виник внаслідок еволюції кабасета. Мав високий наголовник і місяцеподібні поля — опущені з боків, але підняті спереду і ззаду у вигляді вістря. Поділявся на два типи залежно від форми наголовника — загострений (мигдалевидний, з рогоподібним виступом на вершині) і гребенястий (з високим гребенем). Використовувався у ранньомодерних арміях Європи, переважно у піхоті (пікінери і аркебузири). Носився також королями і вищими офіцерами як легкий відкритий шолом. Дешеві зразки виготовлялися з двох половин, які зварювалися; дорогі — з цільного шматка заліза. Декорувався залежно від статусу носія: солдатські моріони фарбувалися чорним і прикрашалися простим карбуванням; офіцерські декорувалися складним фігурним карбуванням, золотою або бронзовою насічкою з травленням, гравіюванням, плюмажем. У середині XVII ст. вийшов з ужитку. Поступово замінений капелюхом або каскою. Зберігся як парадний убір гвардійців та офіцерів. У європейських колоніях в Африці, Америці, Азії використовувався до XVIII ст. в тому числі аборигенним населенням. В Іспанії XIX ст. «моріонами», за звичкою, називали ківери. Досі використовується як частина парадного обладунку Швейцарської гвардії.

## Назва

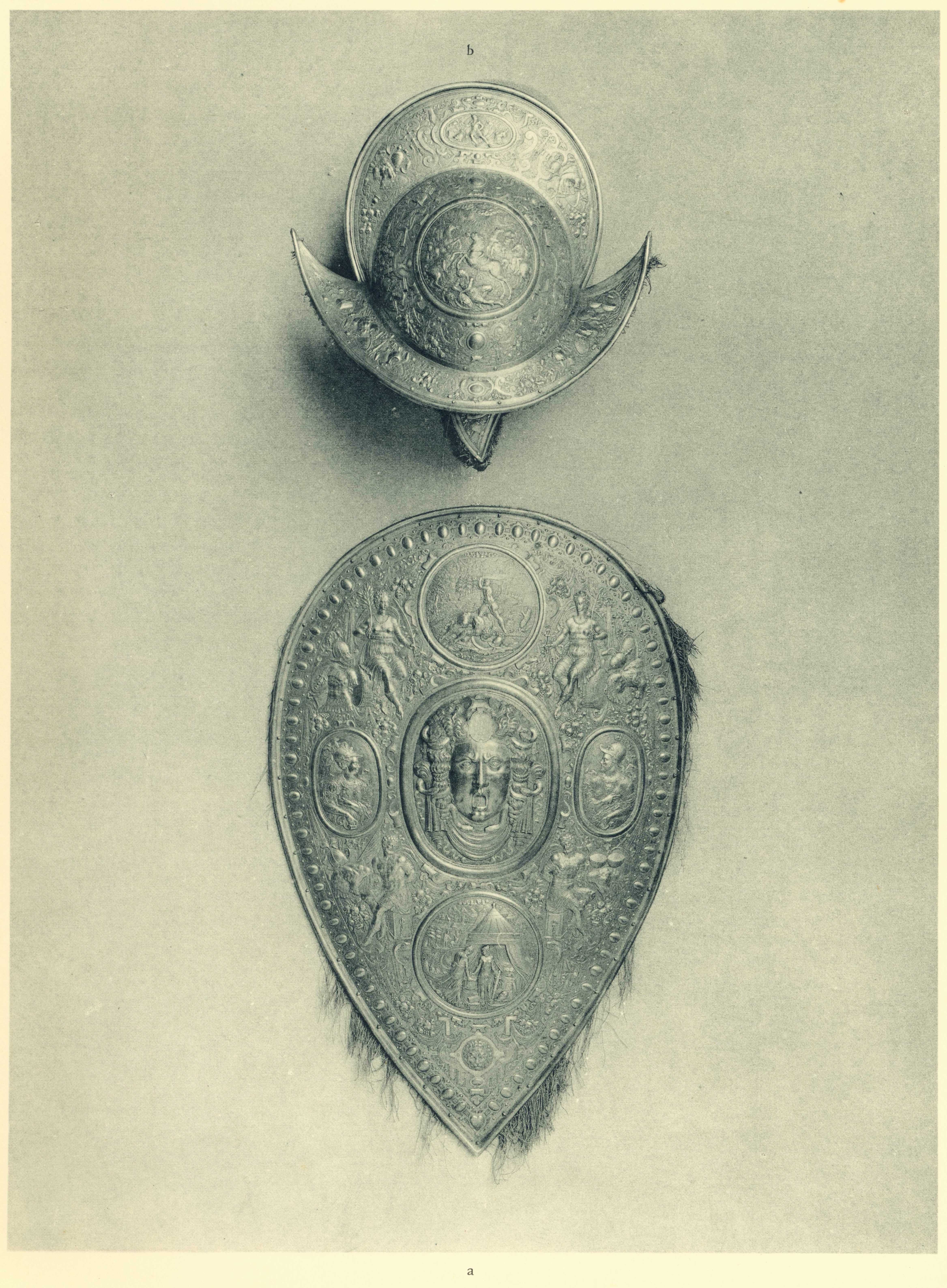
Моріон і щит саксонського курфюста Крістіана І з інвентаря 1606.

Перші писемні згадки про шолом типу моріон датуються 1540-ми роками: у французьких тогочасних інвентарях його називають «муріон» (фр. mourrion, 1540); в італійських — «моріоне» (італ. morione, 1543), а в англійських — «мурріон» (англ. murrion) або «моріон» (morion, 1547). У кастильських (іспанських) документах моріони не згадуються до появи інвентаря Карла V 1558 року. Цим словом у ньому називані шоломи-штурмаки, а шоломи типу моріон записані як «селати» (ісп. celata). У зв'язку з цим американський дослідник Джонатан Таварес припускає, що іспанці запозичили у сусідів термін «моріон» й пов'язали його із шоломами типу моріон досить пізно.
Тим не менш, у ранньомодерній Європі моріони асоціювалися саме з Іспанією. Зокрема, у саксонському інвентарі 1606 року цей шолом називають «іспанським стрілецьким шоломом» (нім. Spanische Schützen Haube), попри те, що він був в моді у німецькомовних країнах вже понад 60 років. В англійських джерелах кінця XVI століття загострені моріони так само називаються «іспанськими».
Етимологія слова «моріон» точно невідома. Іспанські словники виводять morrión від morra, «маківка голови», тобто «[шолом], що захищає голову». Проте зважаючи на неіспанське походження слова, найімовірніше воно означало прикметник «мурський» (англ. murrion, moreyn, morian, фр. mourrion), тобто «маврський», й помилково пов'язувалося іспанськими маврами, які нібито носили шоломи такої форми. Ця асоціація з маврами виникла через те, що «моріонами» також називали загострені іспанські кабасети, популярні кастильські шоломи часів Реконкісти, які з кінця XV поширилися в Європі.

## Типи

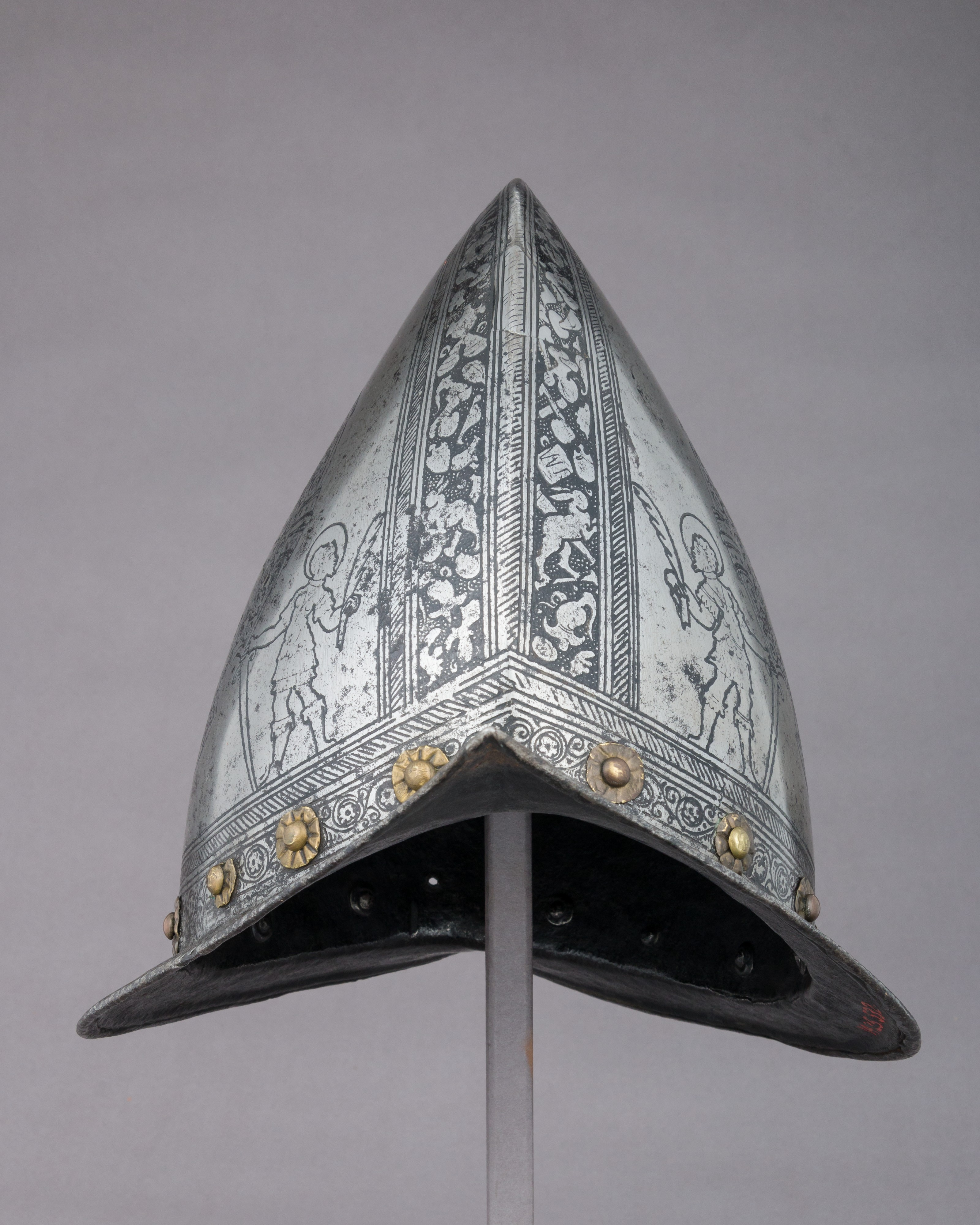
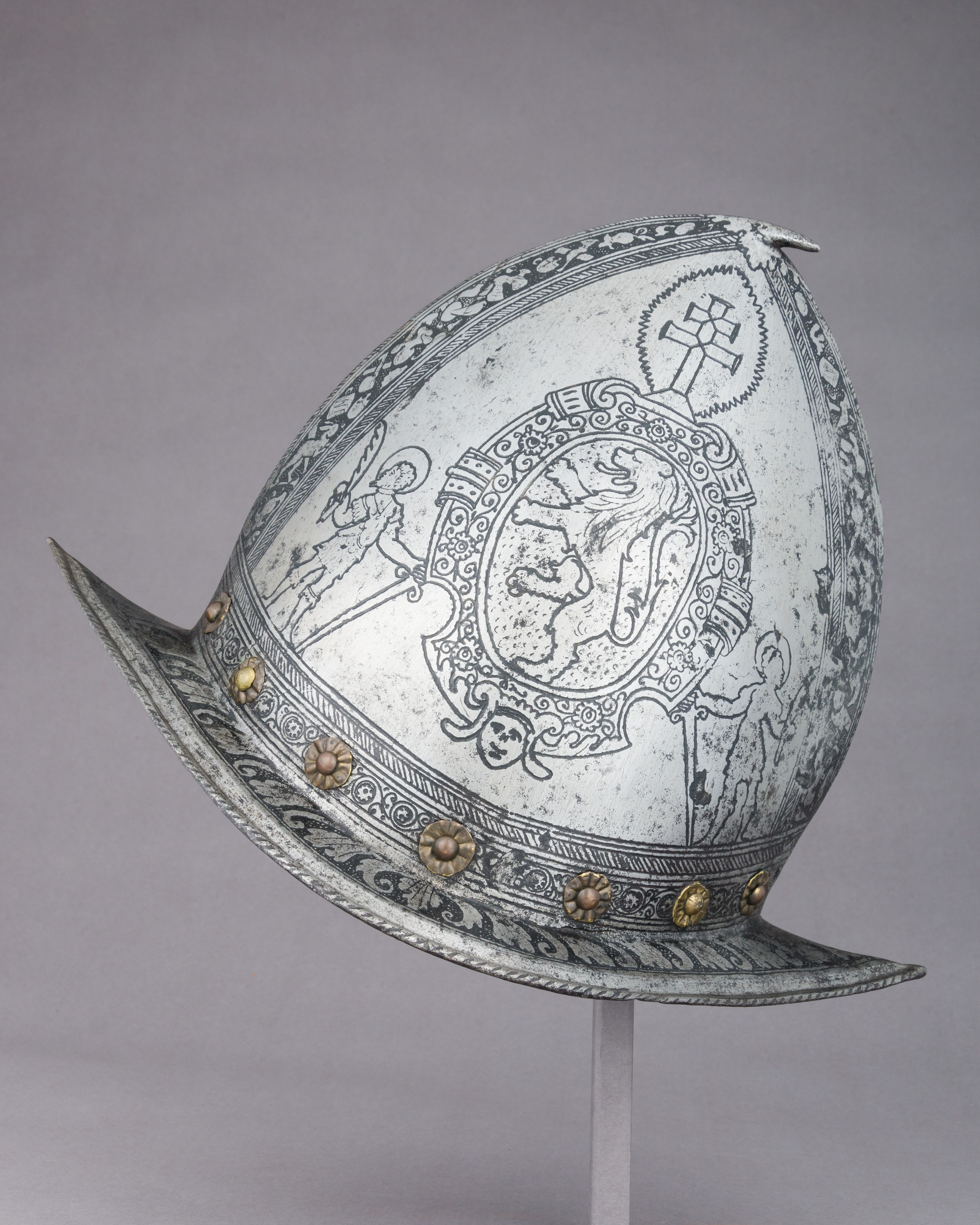
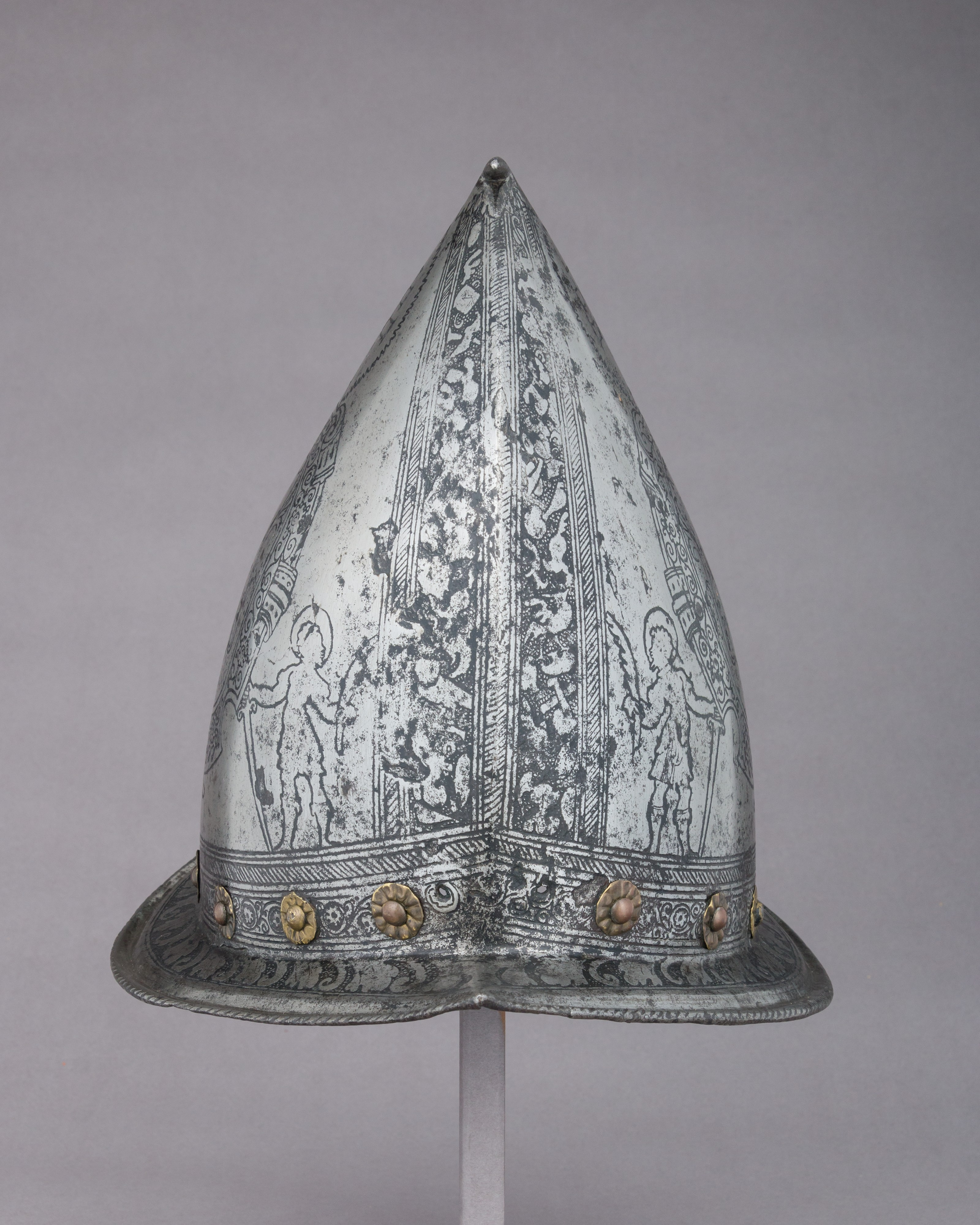
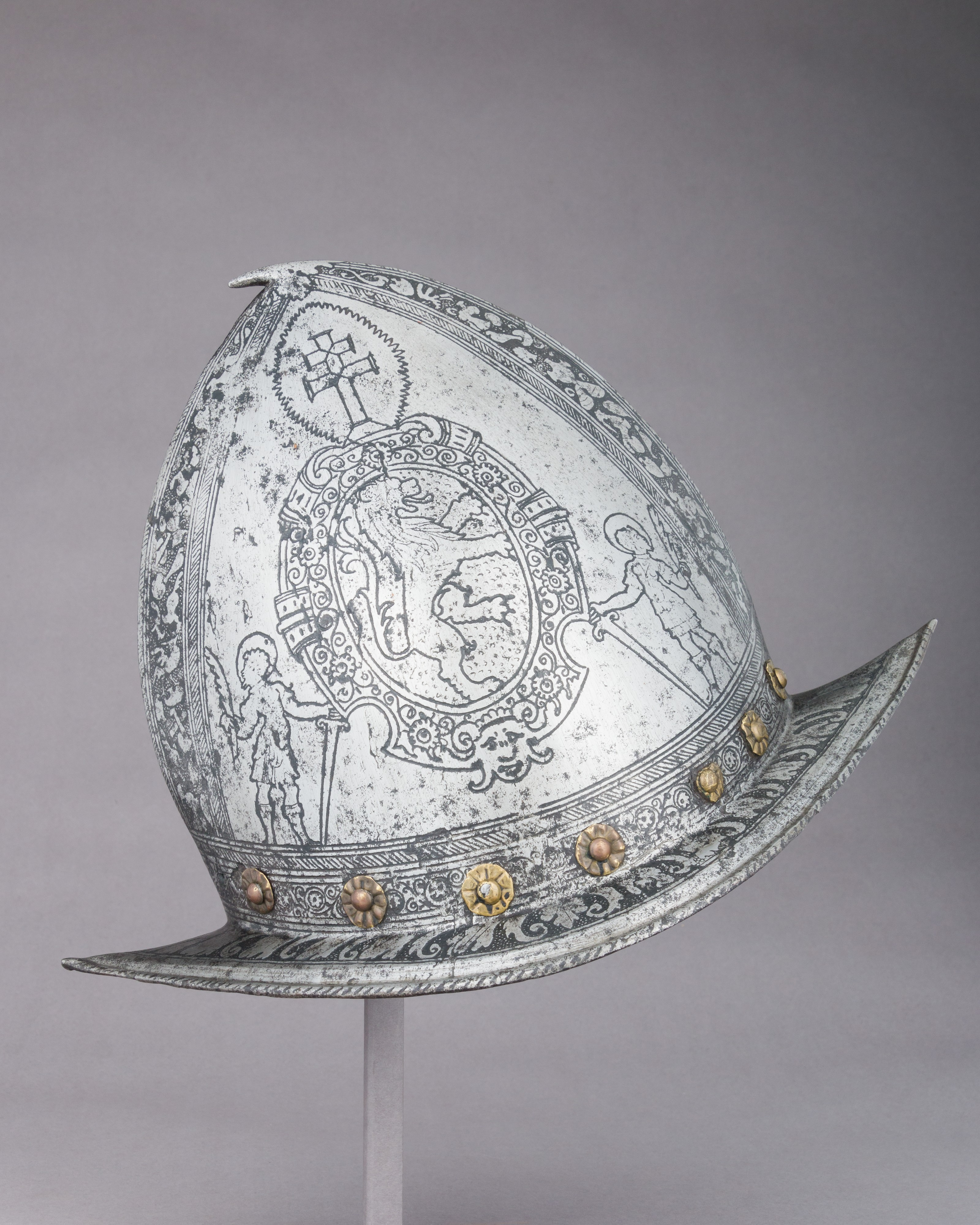
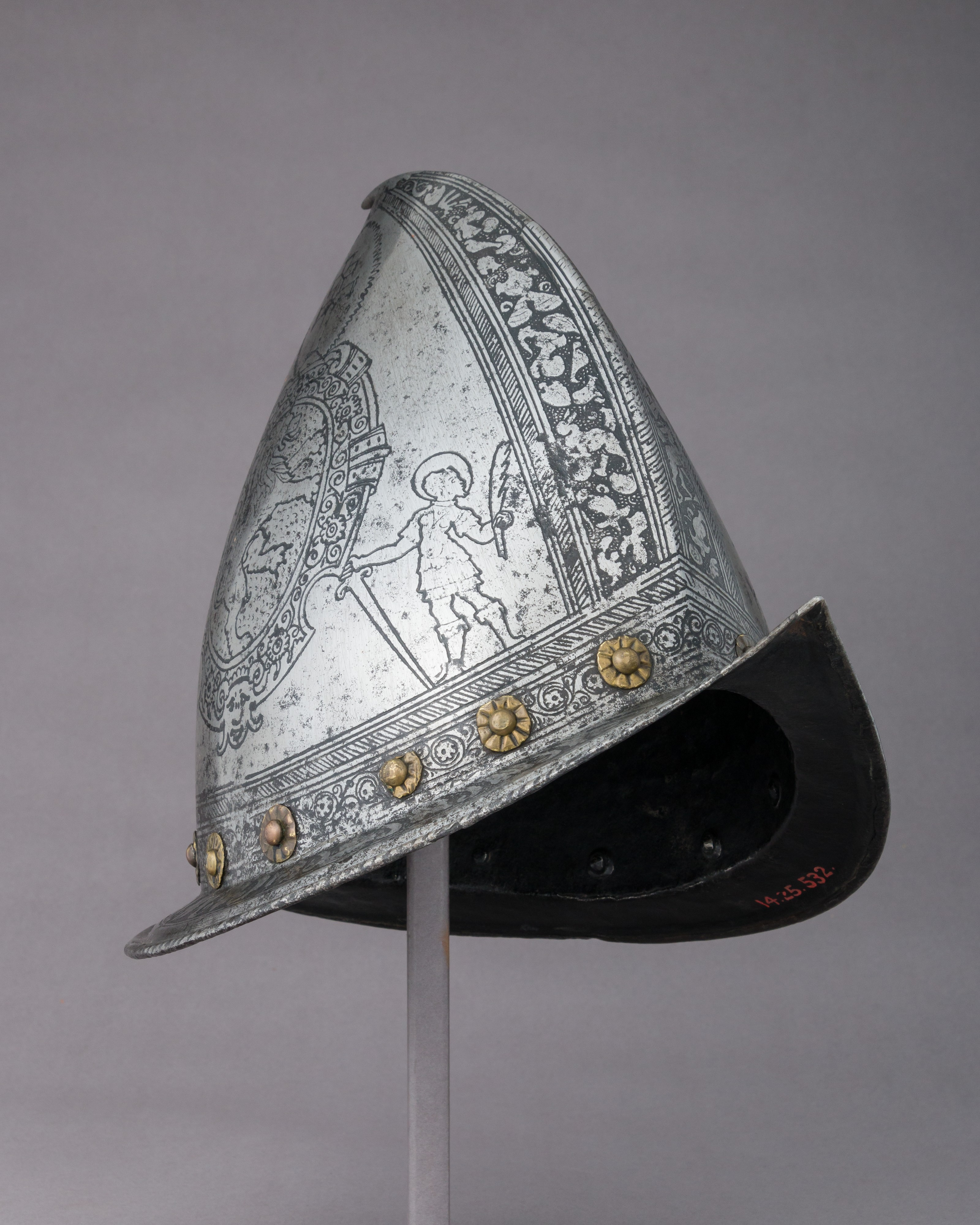

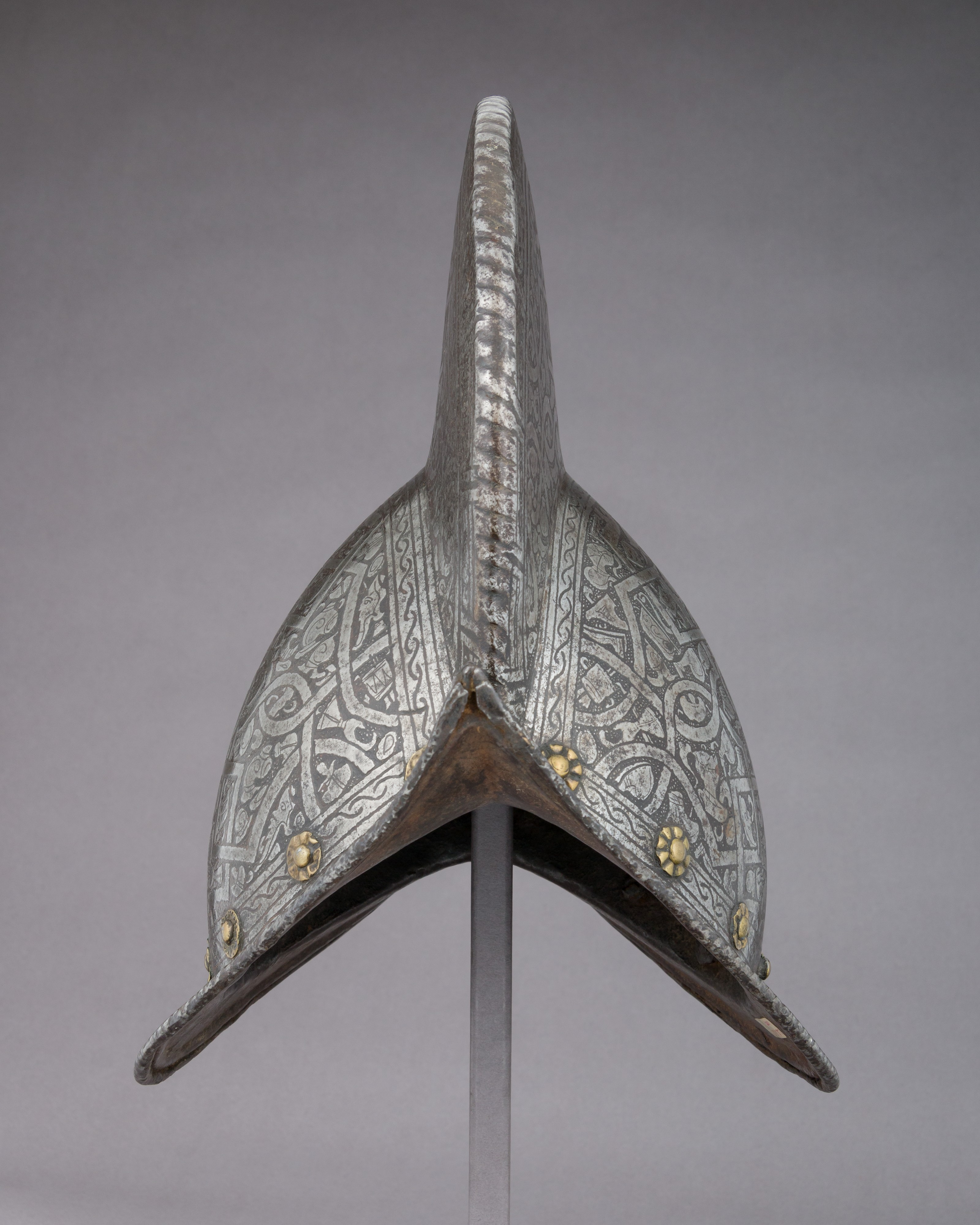
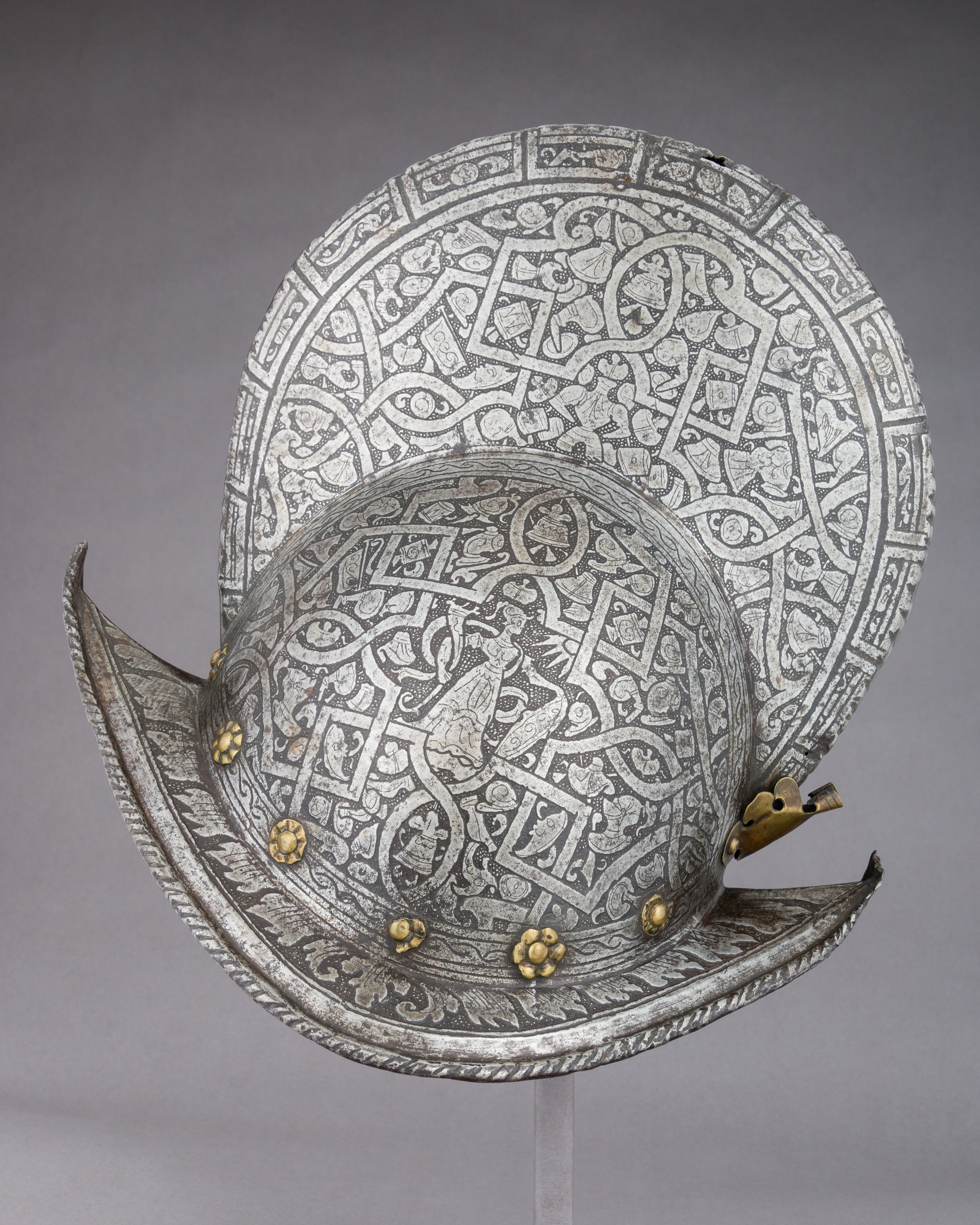
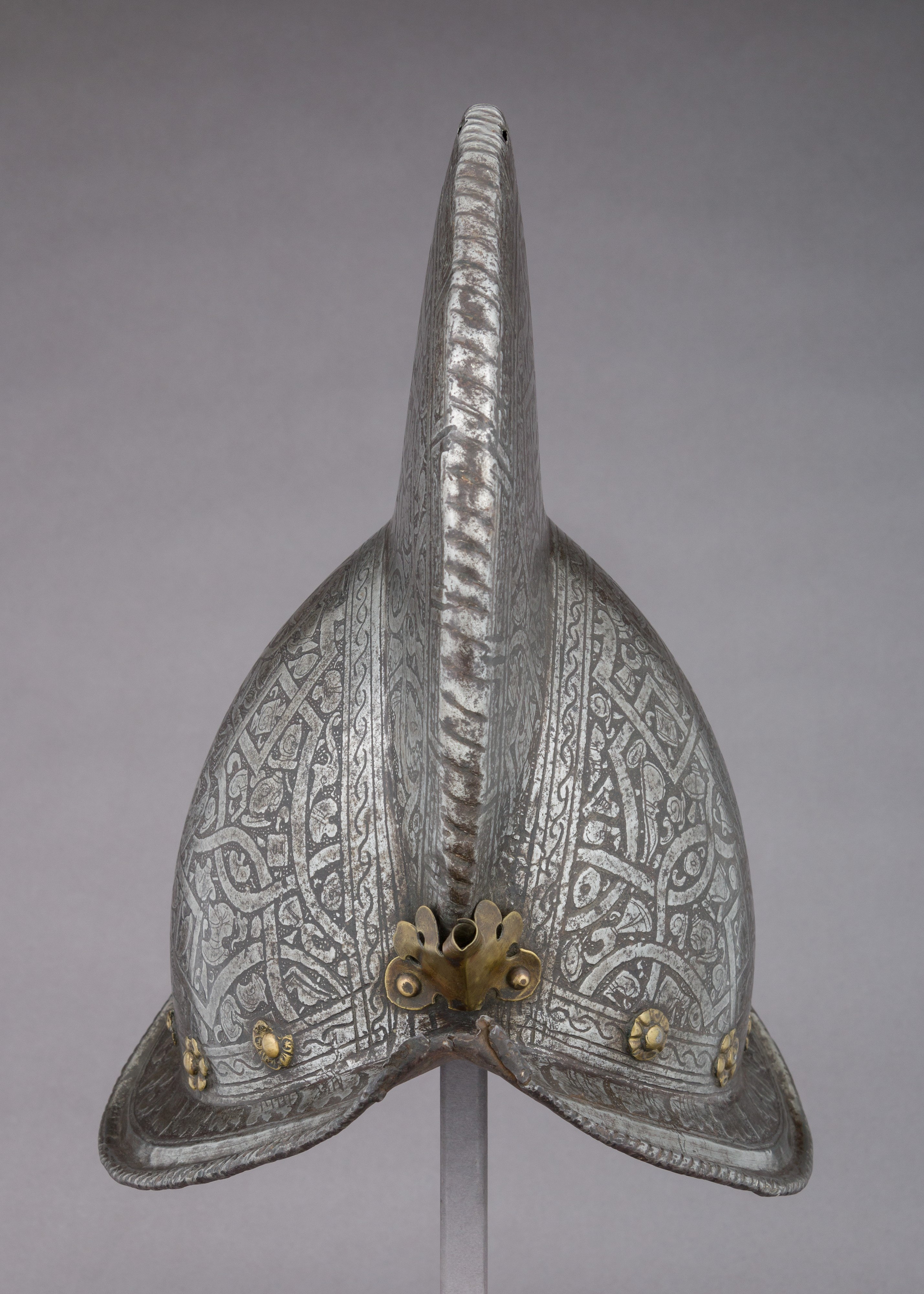
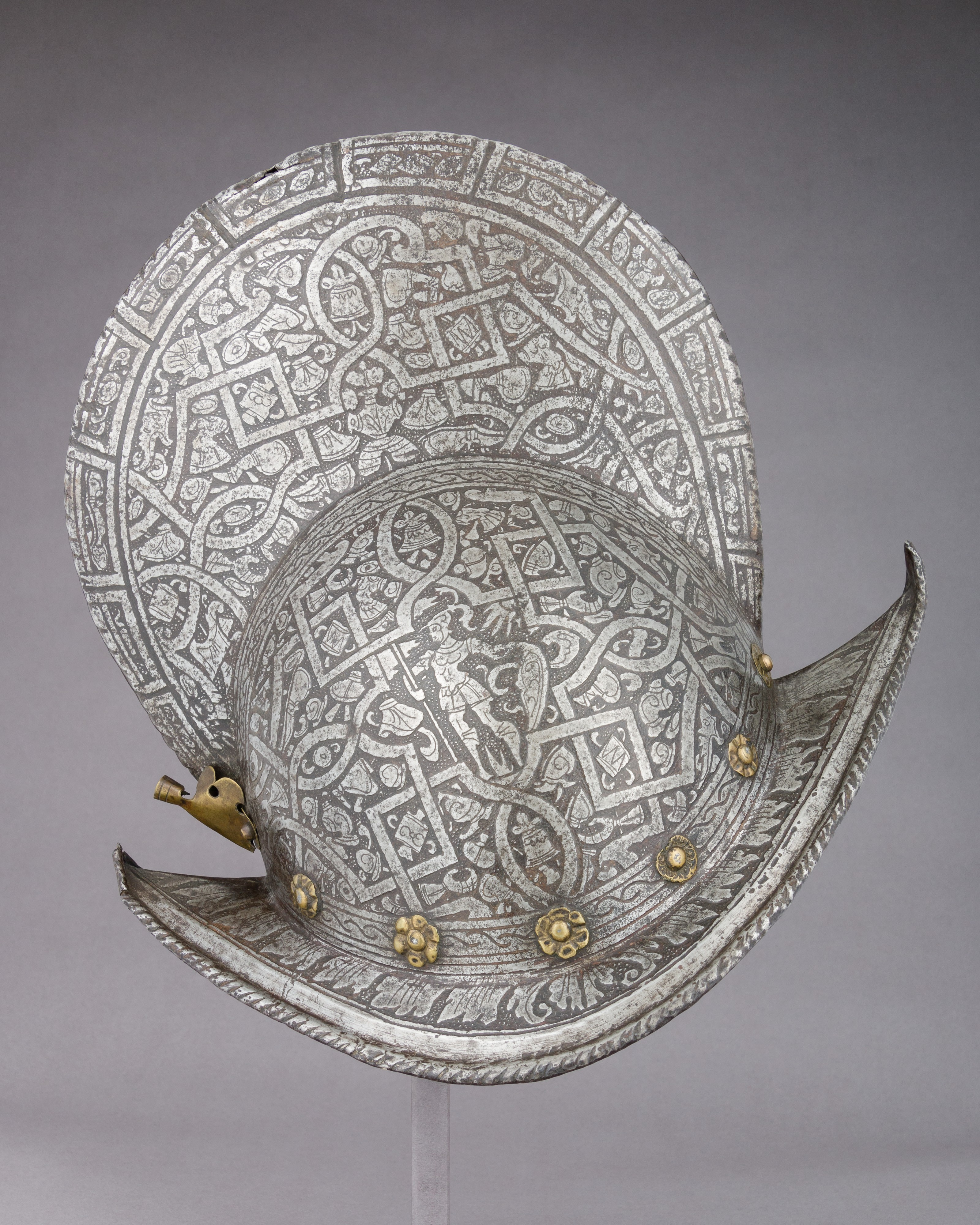
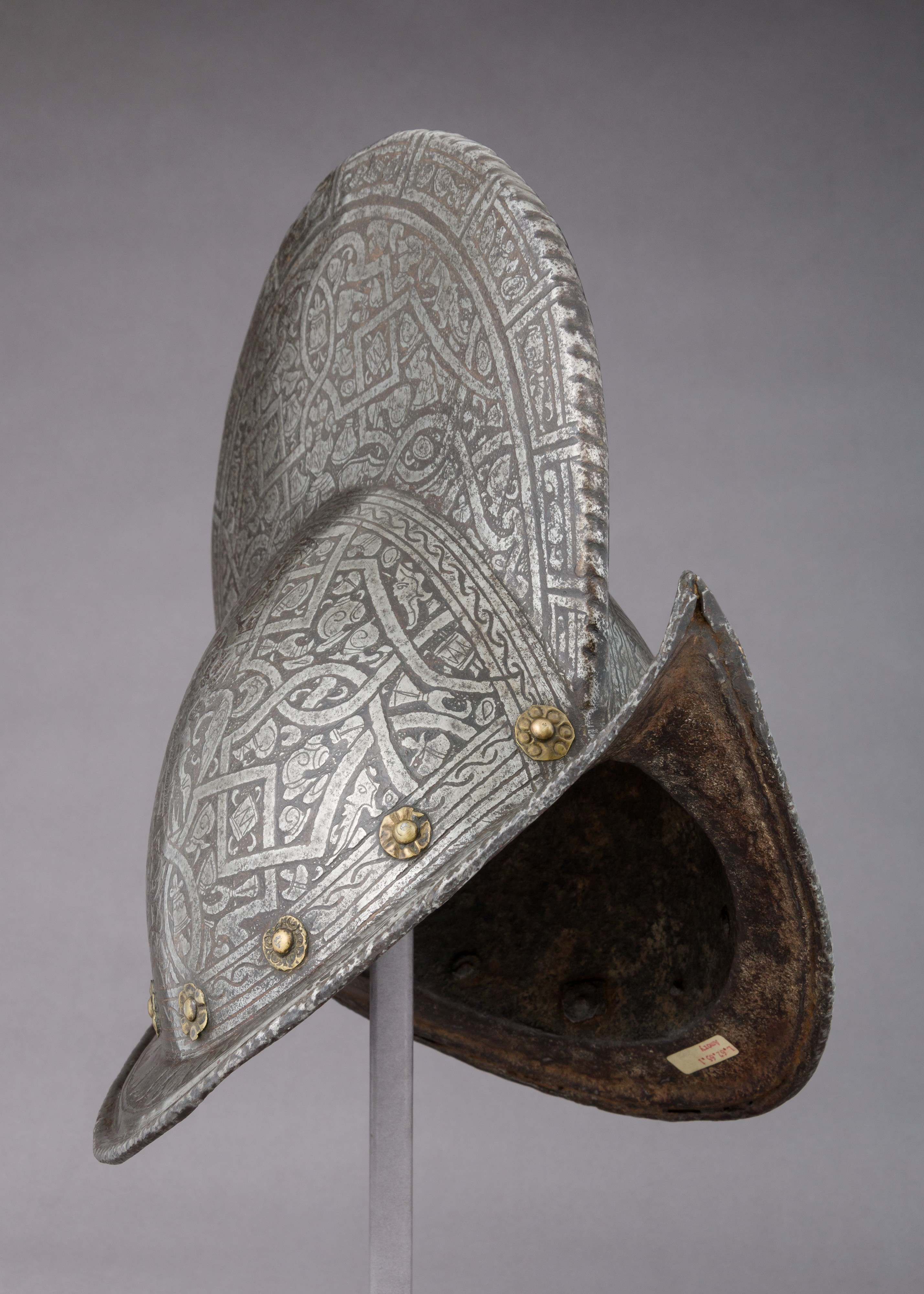

- Загострений (Pointed Morion)
Італія, Брешія, близько 1575 року (Музей мистецтва Метрополітен)

- Гребенястий (Combed Morion)
Італія, Піза, близько 1575 року (Музей мистецтва Метрополітен)

## Історія

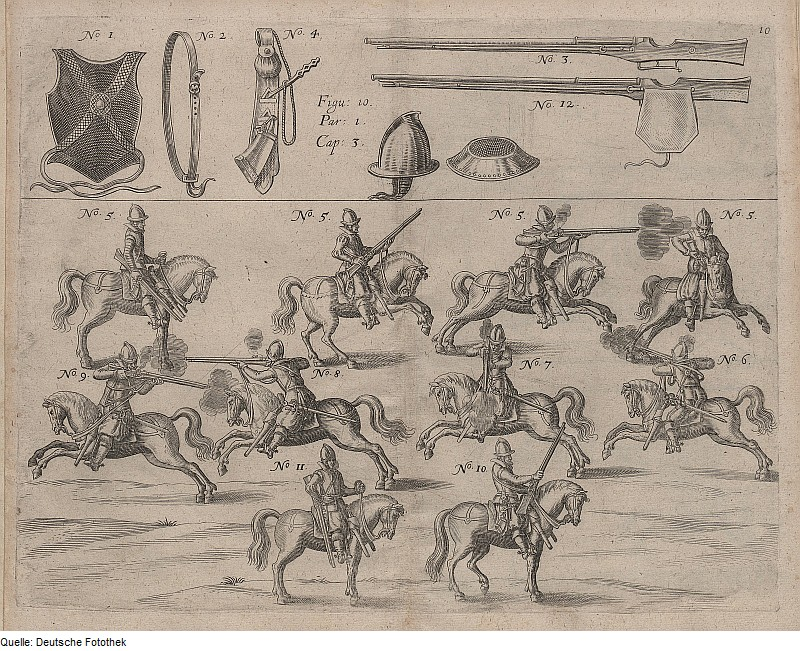
Кінні аркебузири (Валльгаузен, «Мистецтво війни на коні», 1616)

Моріон виник в Західній Європі внаслідок еволюції кабасета, наступника капеліни. Кабасет був іберійським відкритим шоломом, що використовувався іспанцями і португальцями як складова легкого озброєння під час Реконкісти та воєн із маврами. Наприкінці XV — початку XVI століття цей шолом став популярними у більшості європейських країн. За межами Іспанії він хибно асоціювався з іспанськими маврами й називався «мурським» — муріон або моріон.
Перші гребенясті моріони з'явилися в Європі близько 1530—1540 років. Найстаріші зразки, що дійшли до нас, походять не з Іспанії, а Північної Італії та Південного Тіроля: вони мали невеликий гребінь і слабо вигнуті поля. В образотворчому мистецтві гребенясті моріони фіксуються з кінця 1550-х років. В англійській документації XVI століття вони іменувалися «клейнодовими кабасетами» (англ. cabbasett creasted).
Одночасно з гребенястими моріонами використовувалися більш старі загострені типи, які тривалий час називали кабасетами.
Особливого поширення в Європі моріони набули після реформ Едуарда VI, який запровадив цей тим шоломів для своїх пікінерів.
У другій половині XVI століття португальці завезли моріони до Японії, де вони стали популярним серед самурайської магнатерії. Японці називали їх «шоломами південних варварів» (яп. 南蛮兜, намбан-кабуто) і використовували у парі з європейськими кірасами, переробленими на японський лад.
2018 року Швейцарська гвардія замінила залізні моріони на пластикові.

## Виробництво

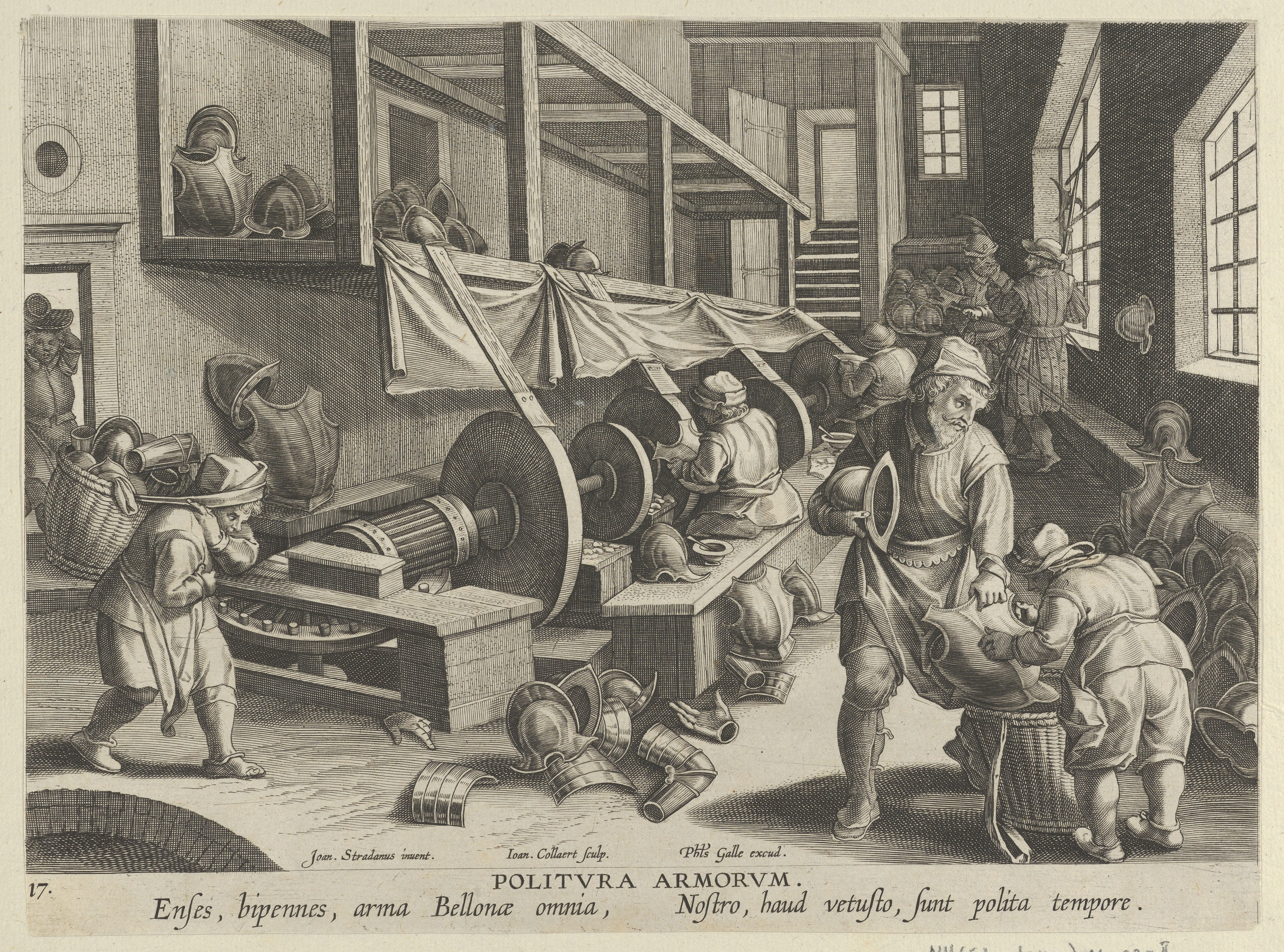
Полірувальники озброєння. На підлозі і полицях лежать моріони (Джованні Страдано, Nova Reperta, Антверпен, 1599—1603)

Виробництво моріонів було звичайною справою для ковалів-зброярів XVI століття, складовою загального процесу виготовлення військової амуніції. Одними із найбільших центрів виробництва були Мілан, Піза, Кельн.
Як свідчить контракт від 27 лютого 1551 року між міланськими купцями зброї і зброярами про виготовлення і закупівлю 200 моріонів за 10 місяців, середній темп виробництва становив 20 моріонів у місяць; 1 моріон коштував 9 лір і 10 солідів. Для порівняння, середній річний дохід вмілого міланського ремісника середини XVI століття становив 250—280 лір.
У XVI столітті на виробництво одного моріона йшло близько 3 кг заліза. Втім середня вага шолома становила до 1,3 — 1,8 кг. Велика частина металу втрачалася в ході підрізання, вирівнювання, витягування наголовка та полірування.
Існували також особливі надважкі моріони, які використовувалися при облогах, у шанцях. Один з таких шоломів 1623 року виробництва вагою 15,3 кг зберігається у Королівській скарбниці Швеції.
Замовлення на масове виробництво моріонів розподілялося між майстернями, при цьому зразком для оцінювання інших шоломів визначалися вироби головного зброяра, що підписував контракт.
До другої половини XVI століття моріони виготовлялися з двох залізних половинок наголовка, які скріплювалися нютами або стисканням кінців обох частин. Такий спосіб економив час та виробничі ресурси. Згодом моріони стали виробляти з цілого шматка заліза. Такі шоломи були міцнішими, але коштували дорожче.
Ціна моріона могла зростати залежно від якості полірування та декорування. У XVI ст. з'являються полірувальні мануфактури і професійні полірувальники, які доводили поверхню шоломів та обладунків до дзеркального блиску.
Внутрішню частину наголовника моріона укріплювали товстою полотняною підкладкою, яку набивали шерстю, кінським волосом або клоччям. Разом із залізним гребенем і полями, вона мала частково поглинати енергію удару й захищати голову носія.

## Використання

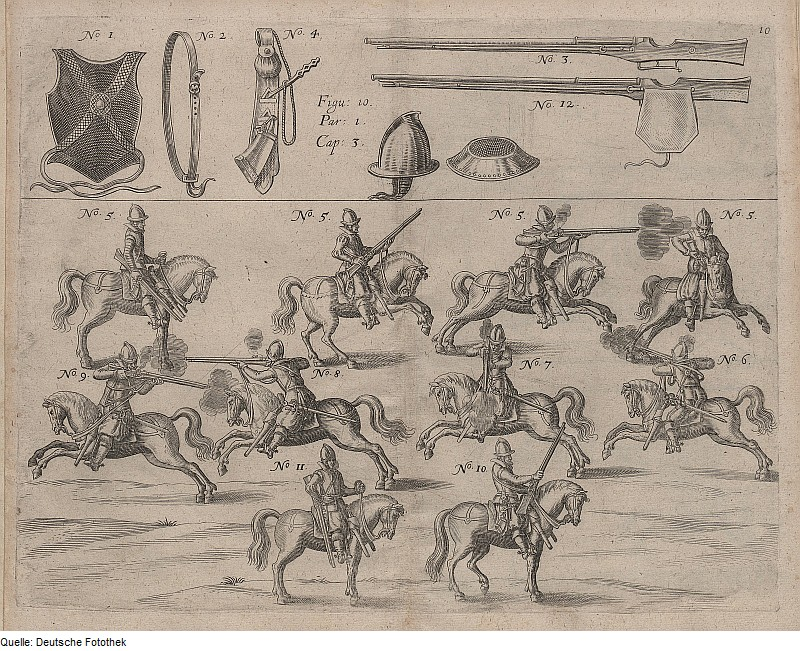
Кінні аркебузири (Валльгаузен, «Мистецтво війни на коні», 1616)

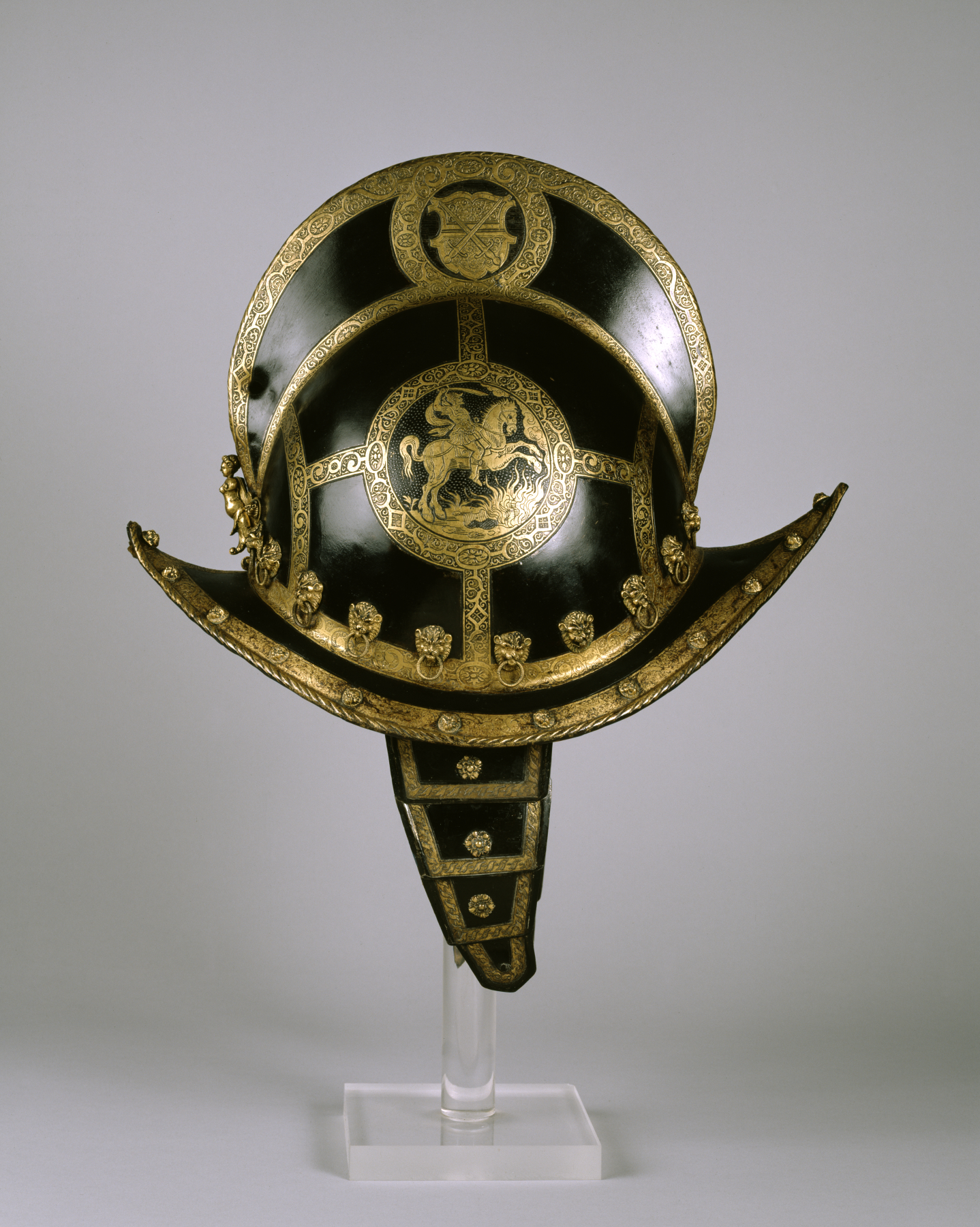
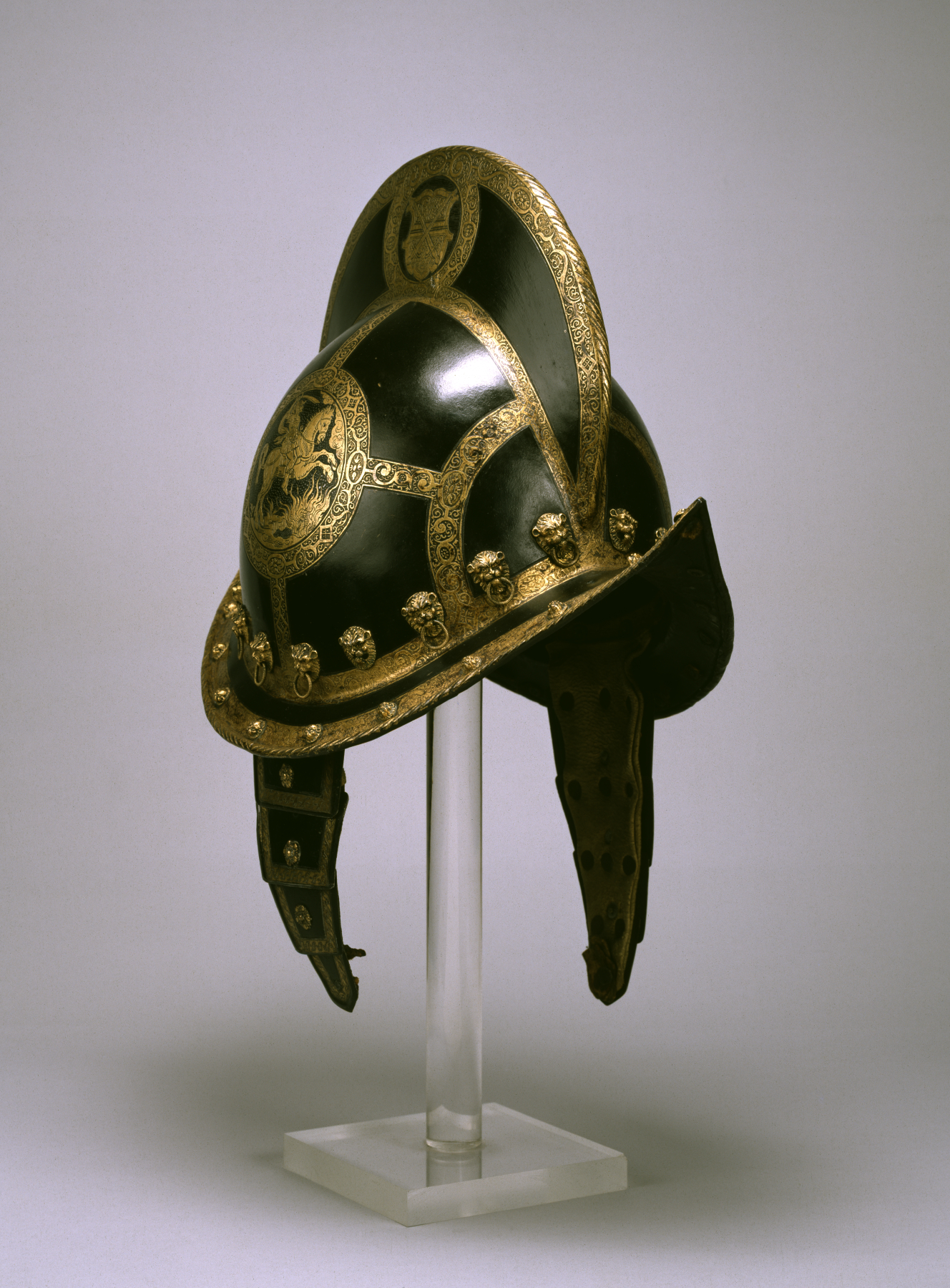

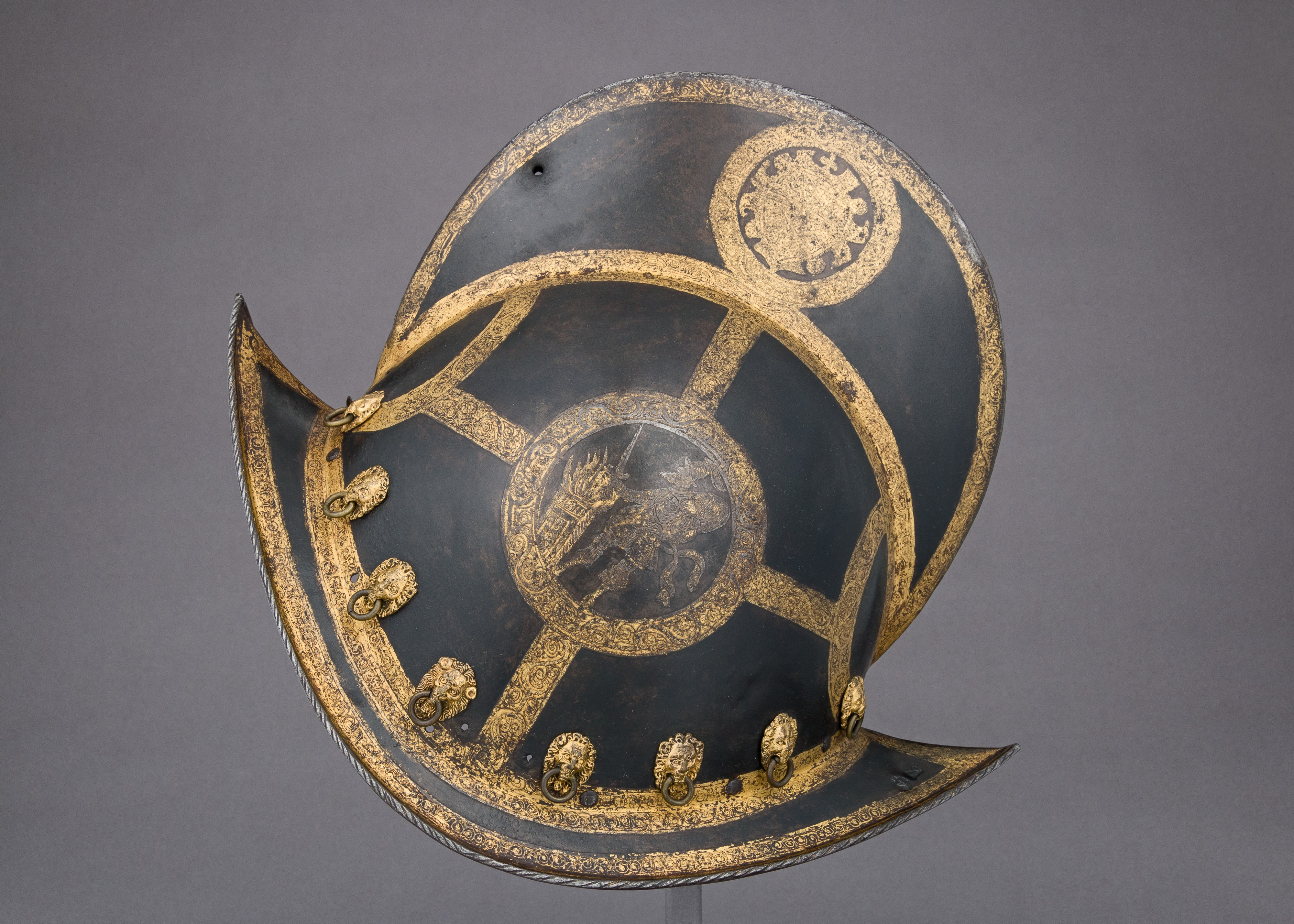
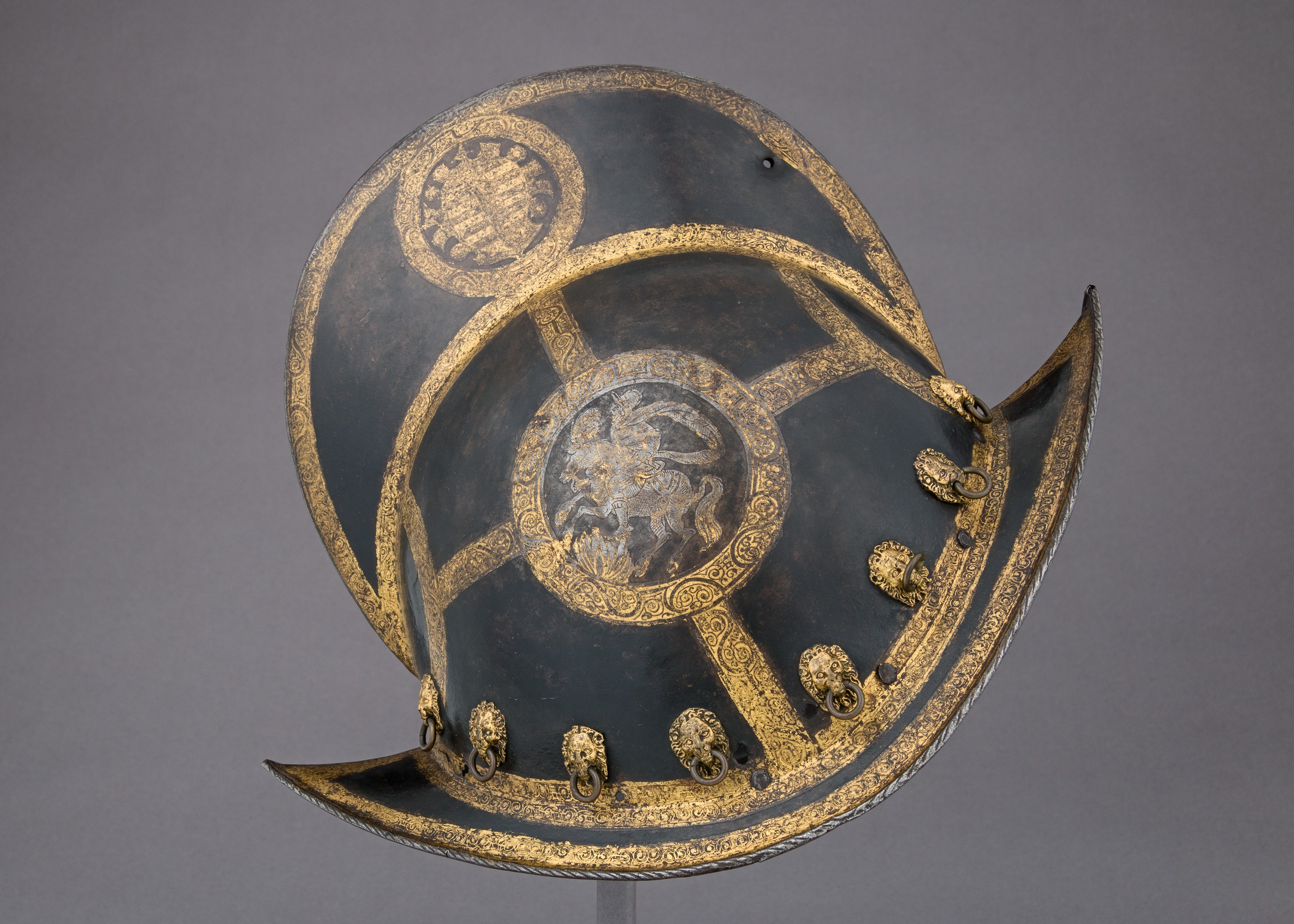
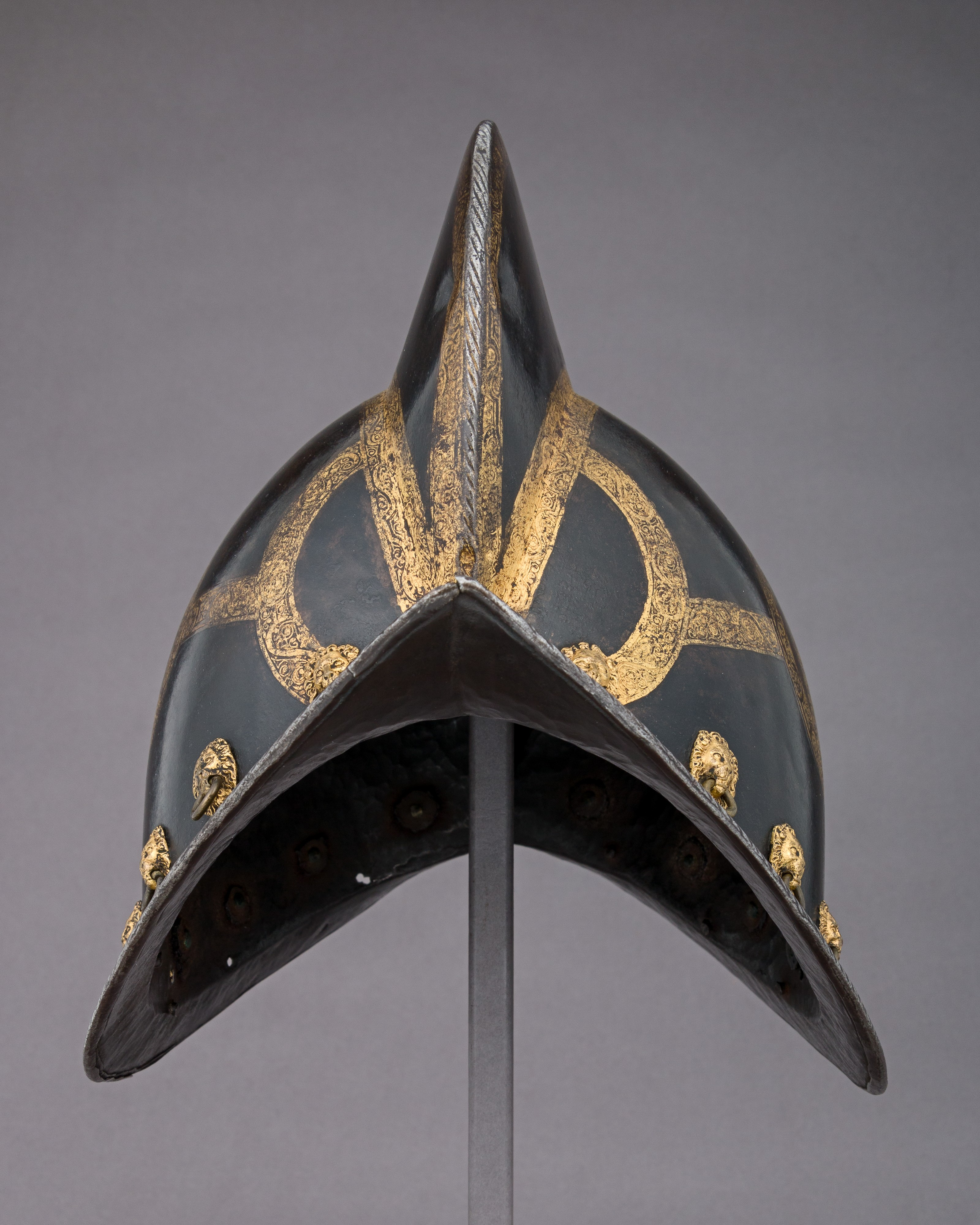
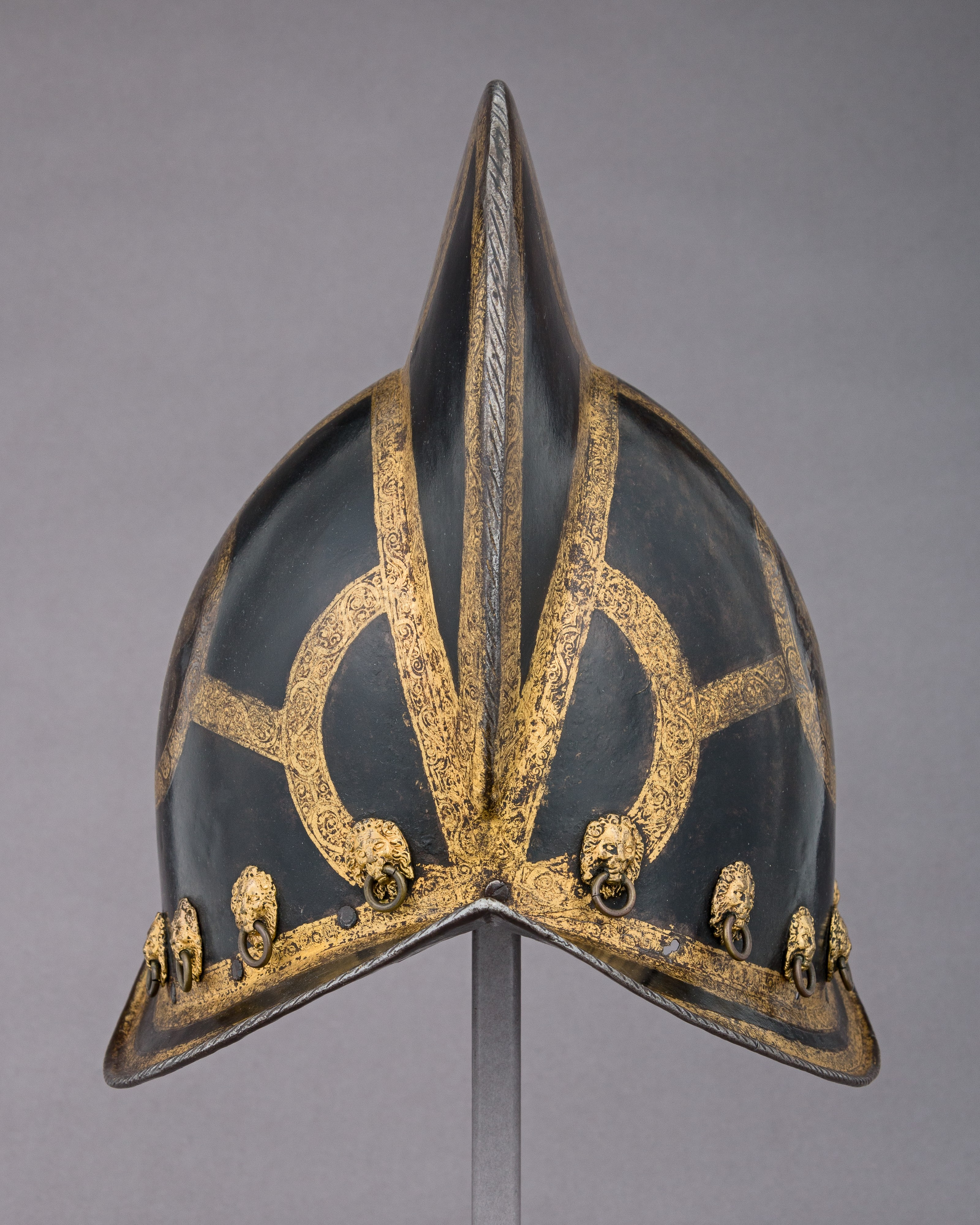
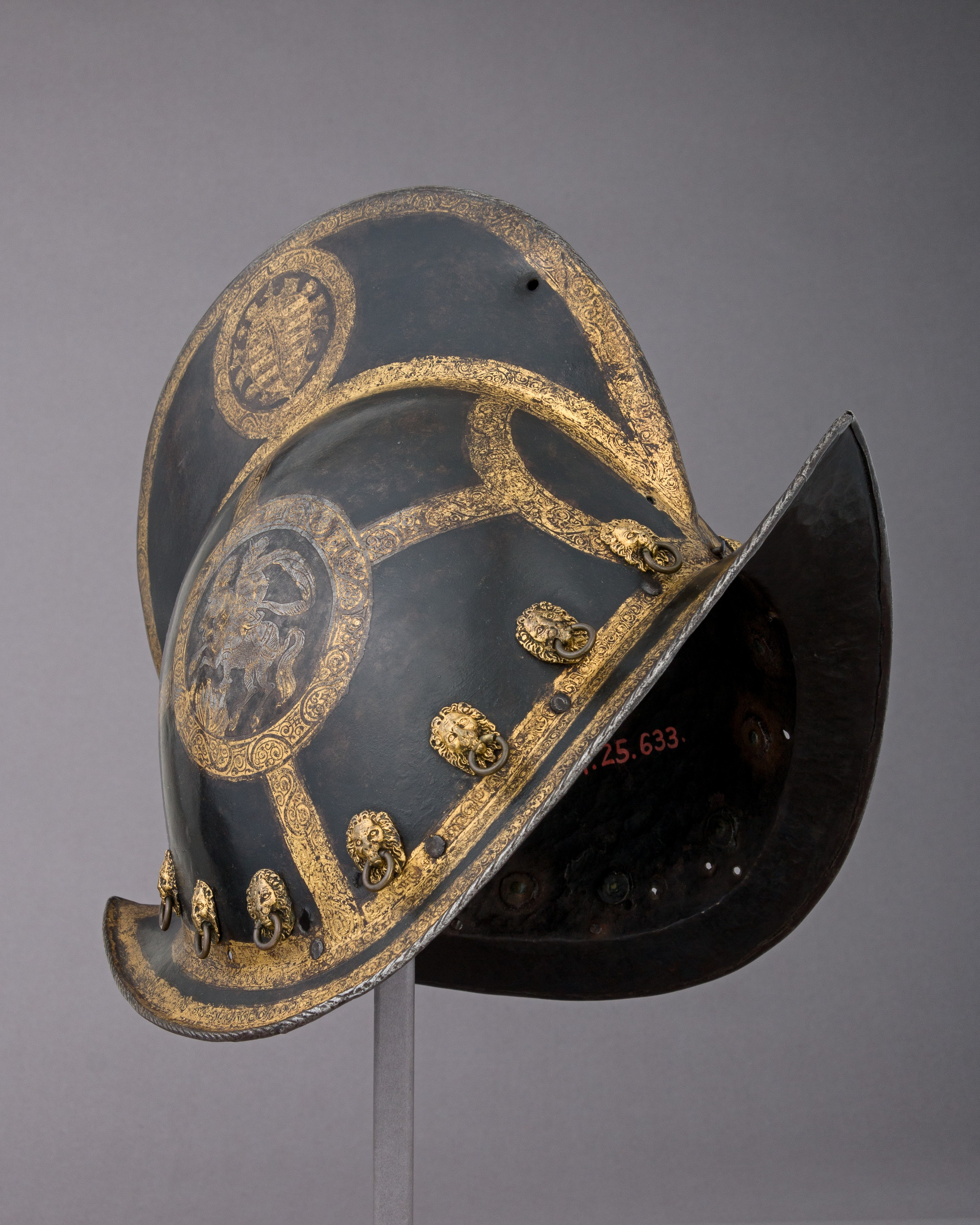

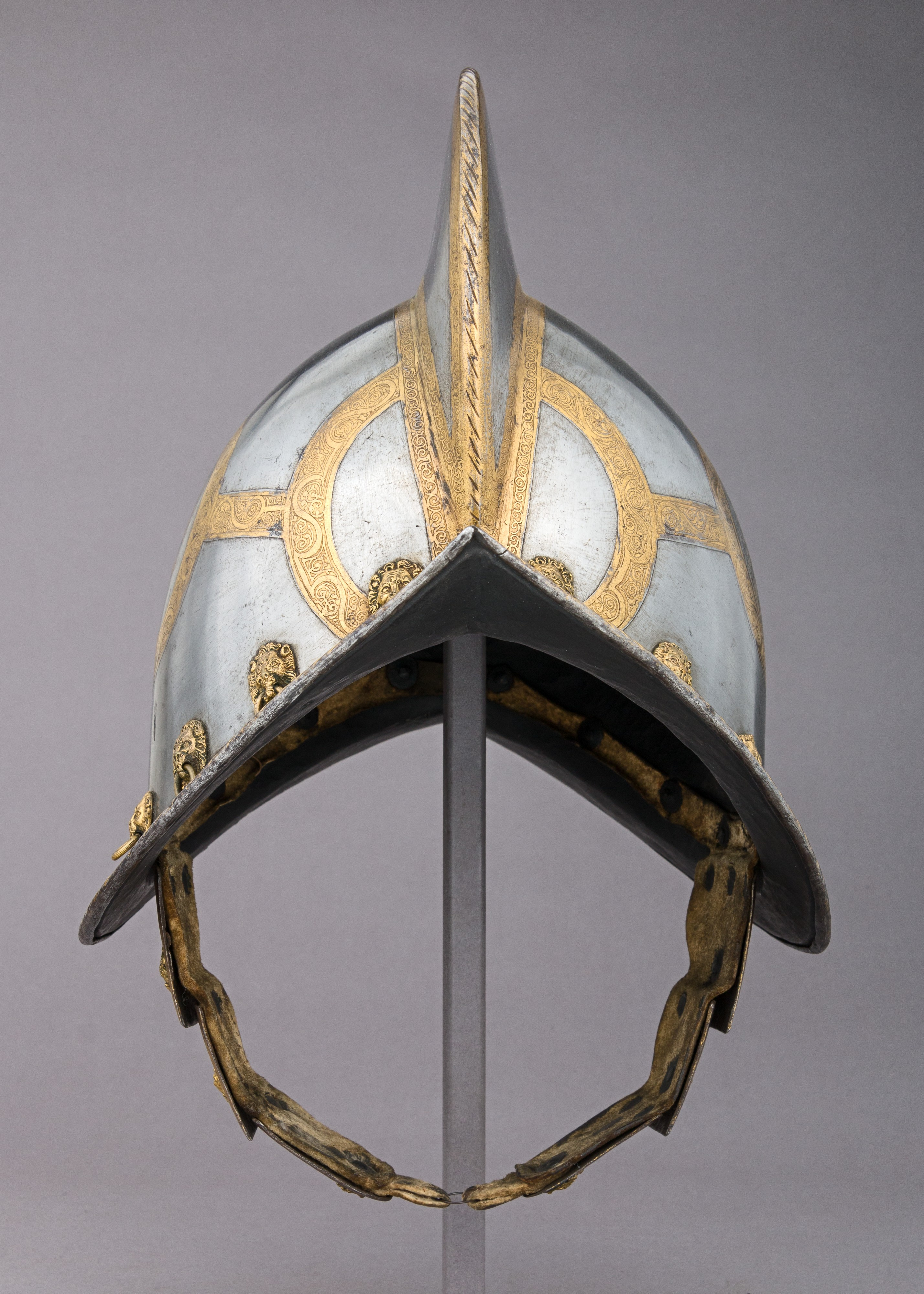
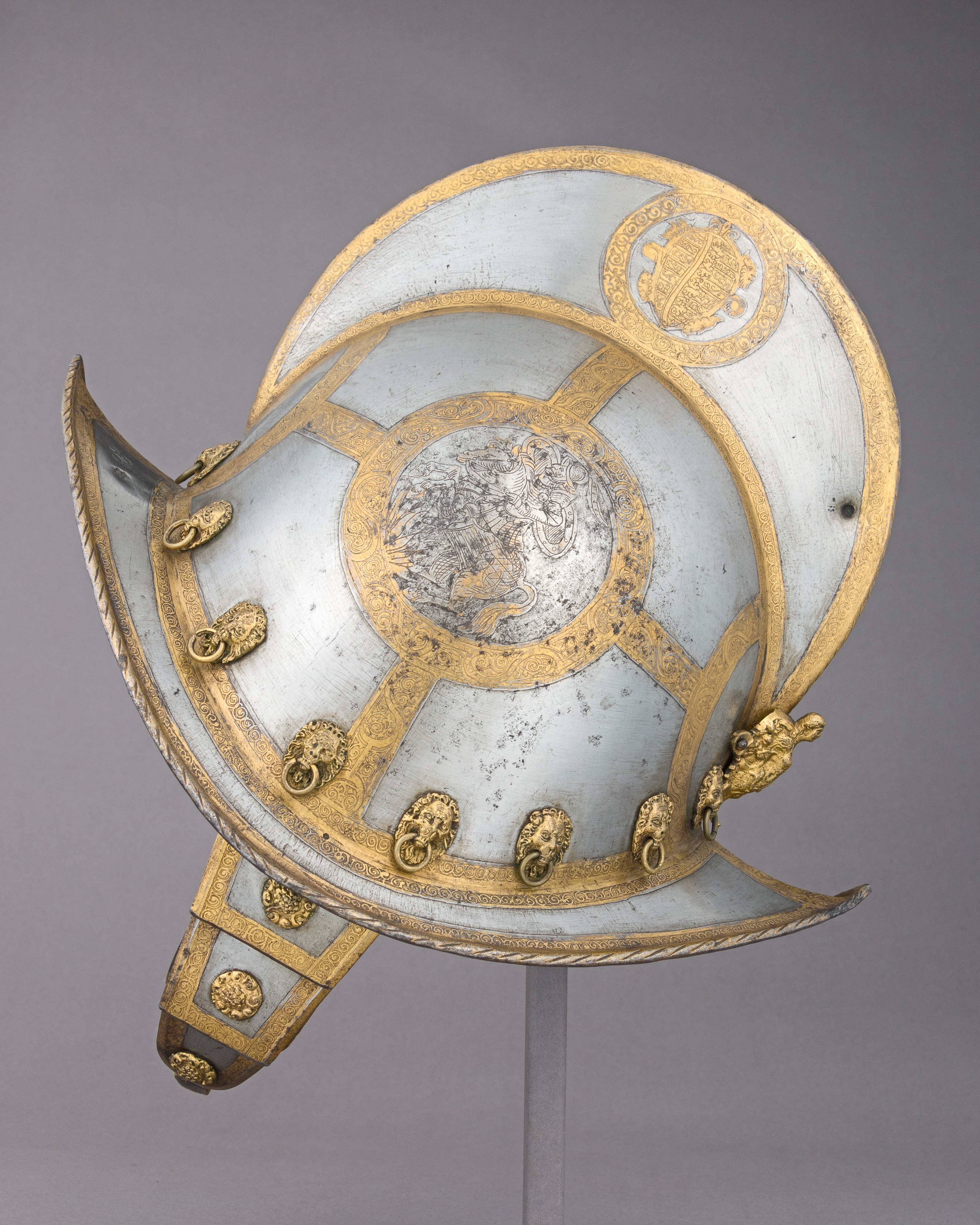
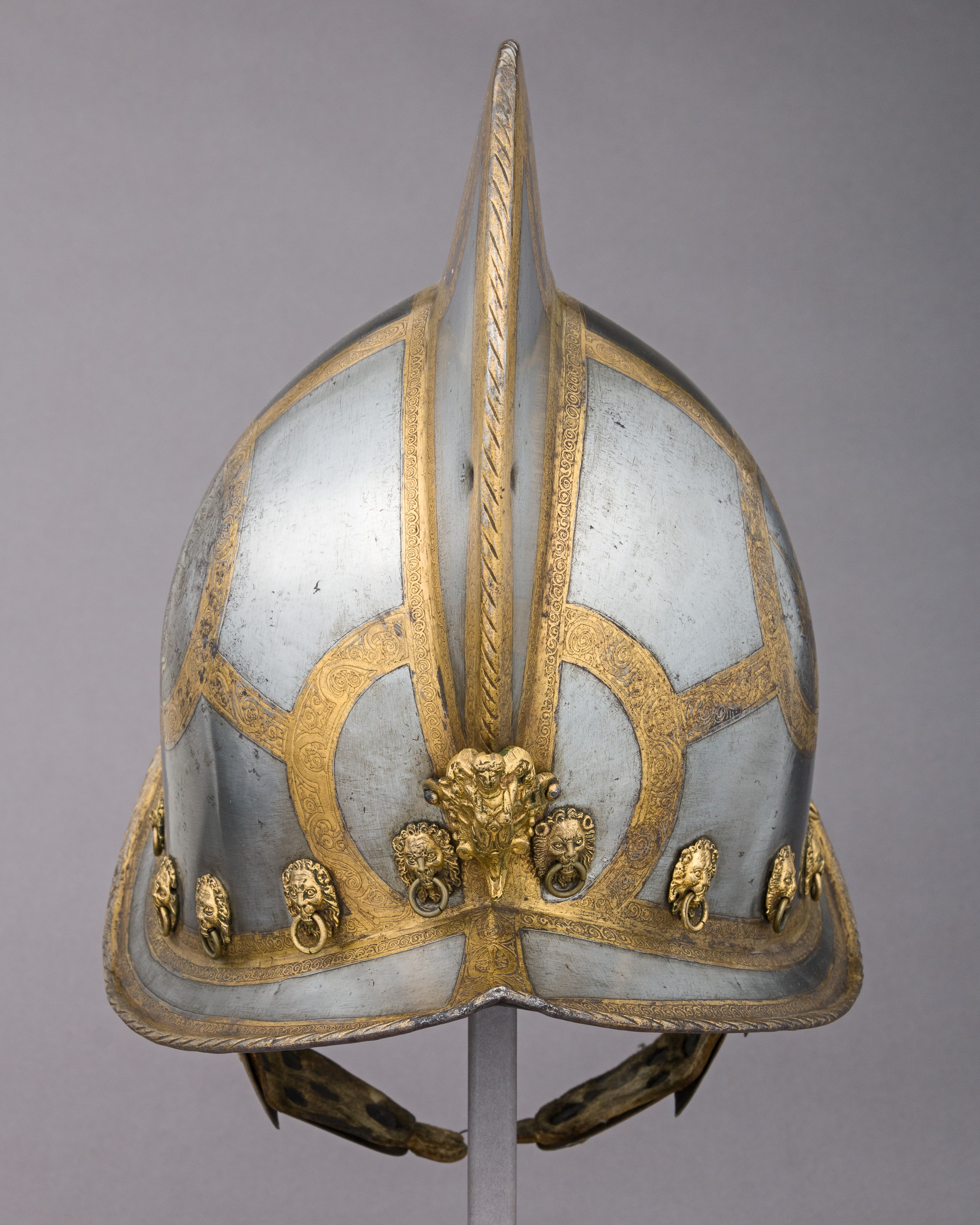
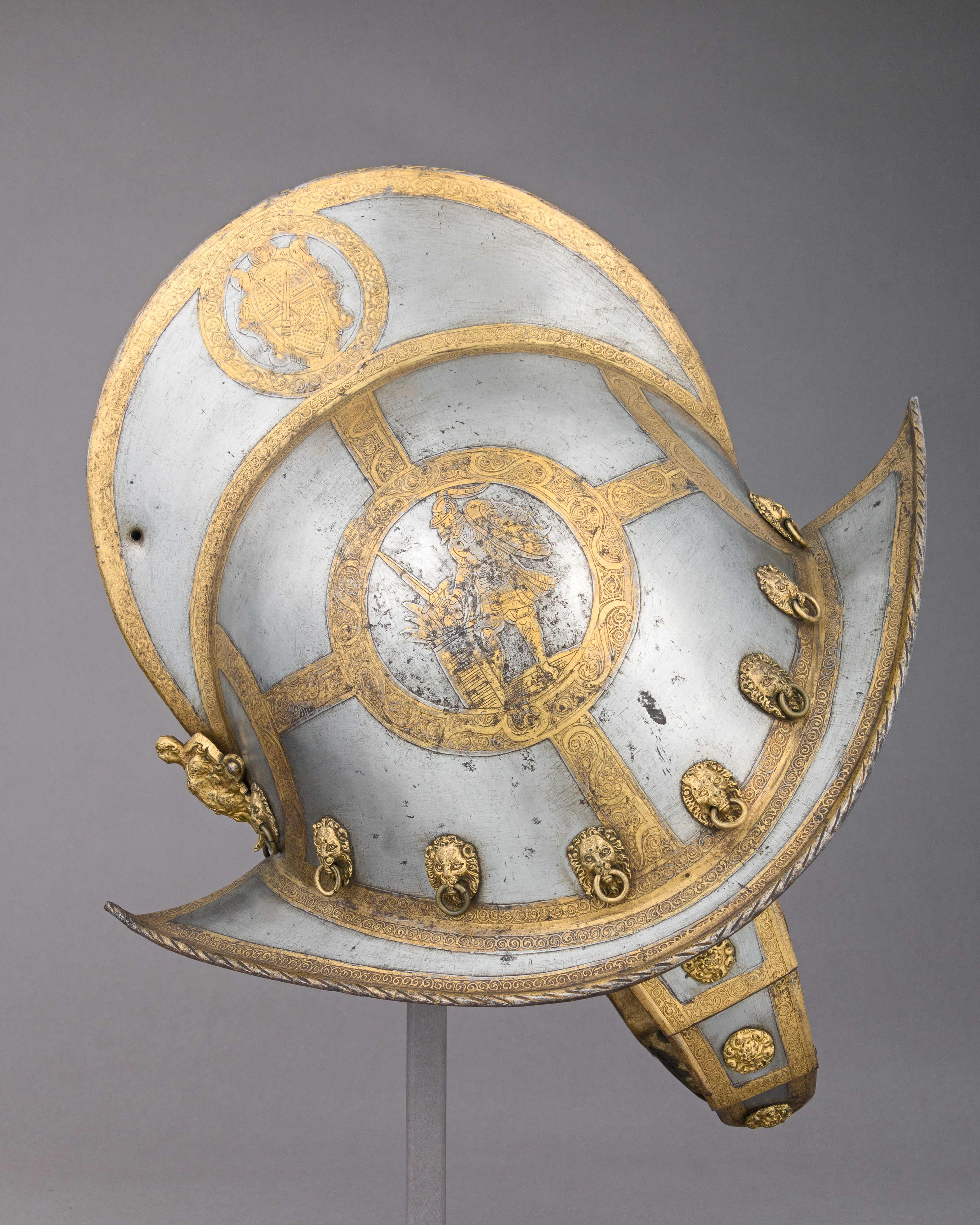
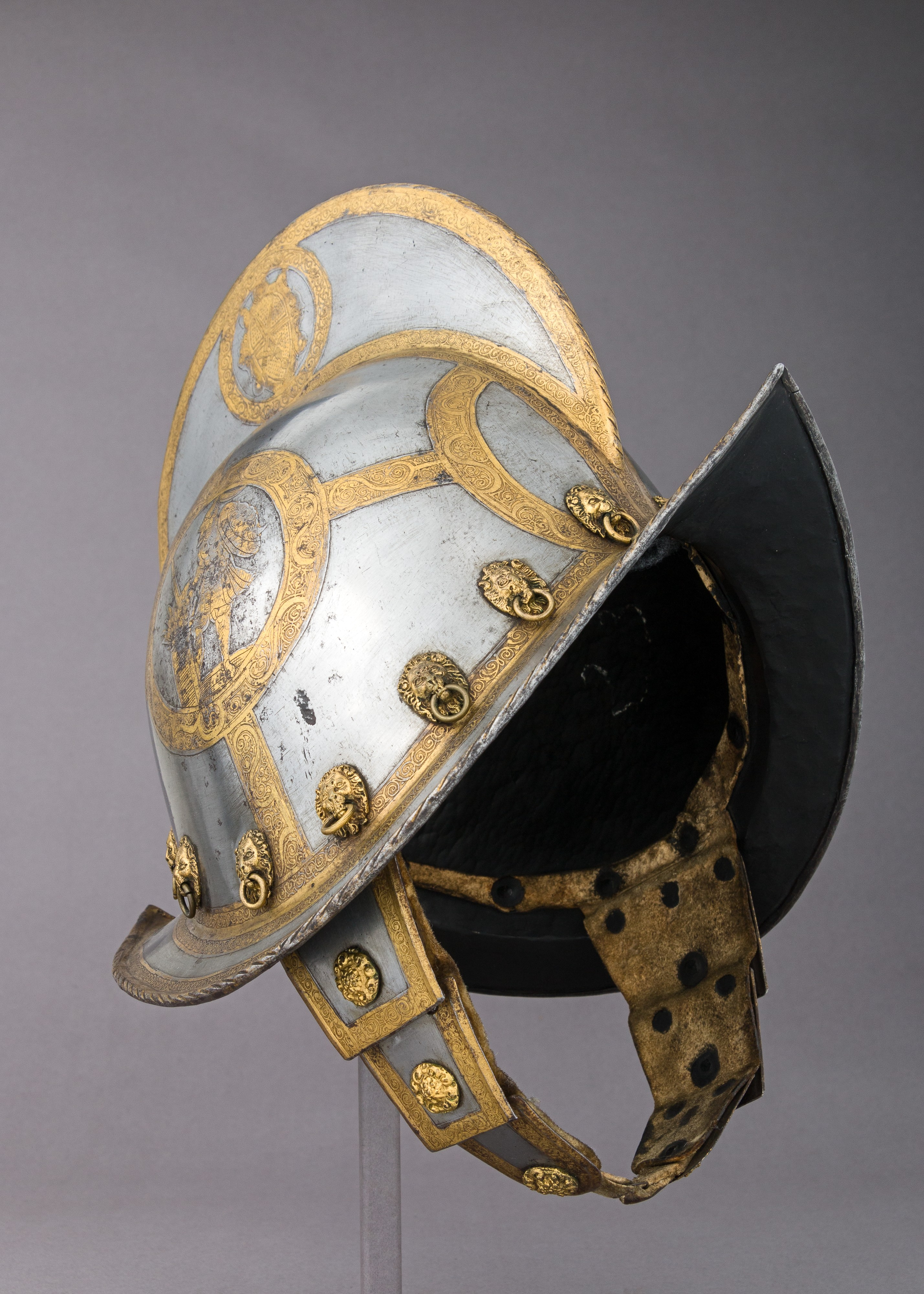

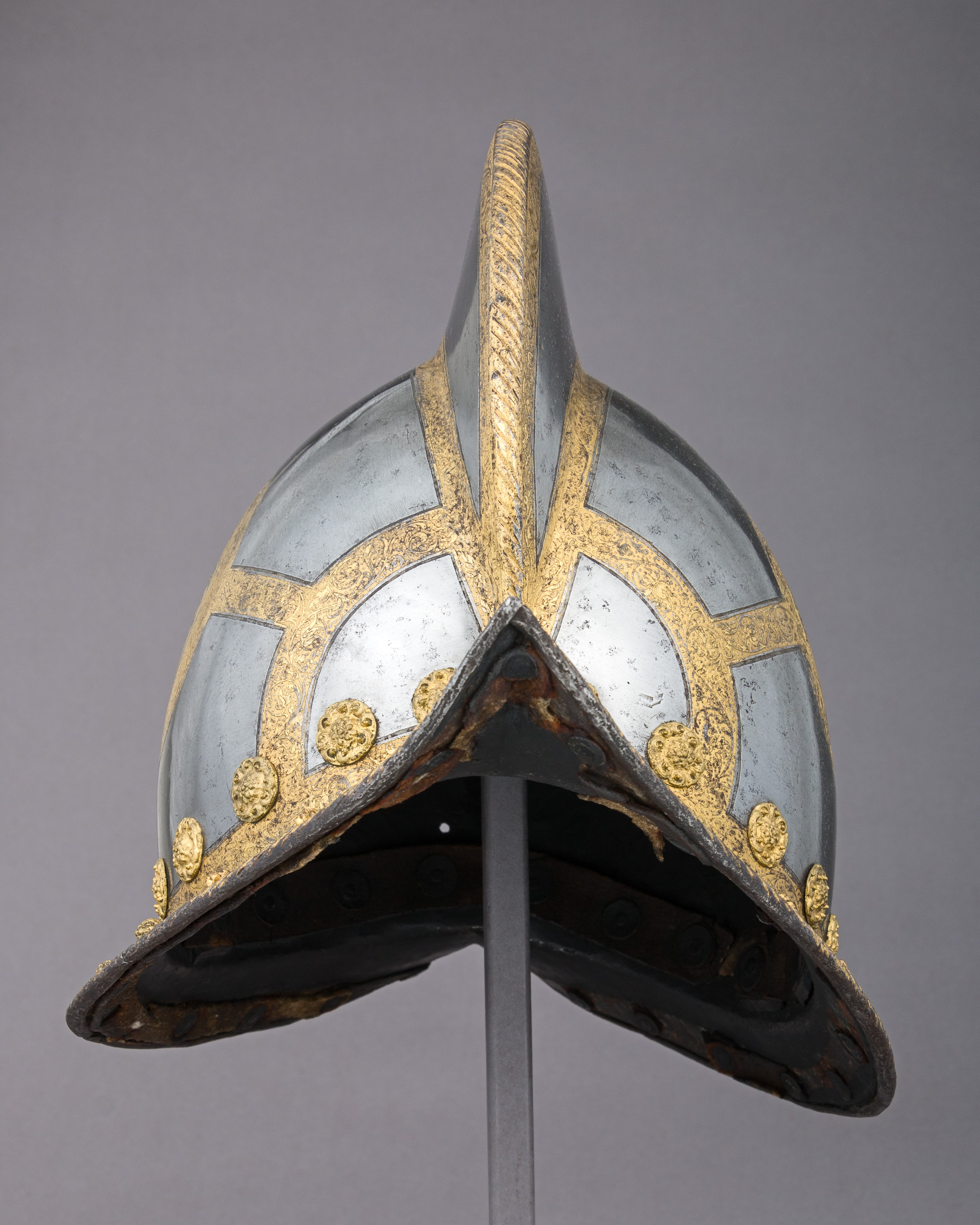
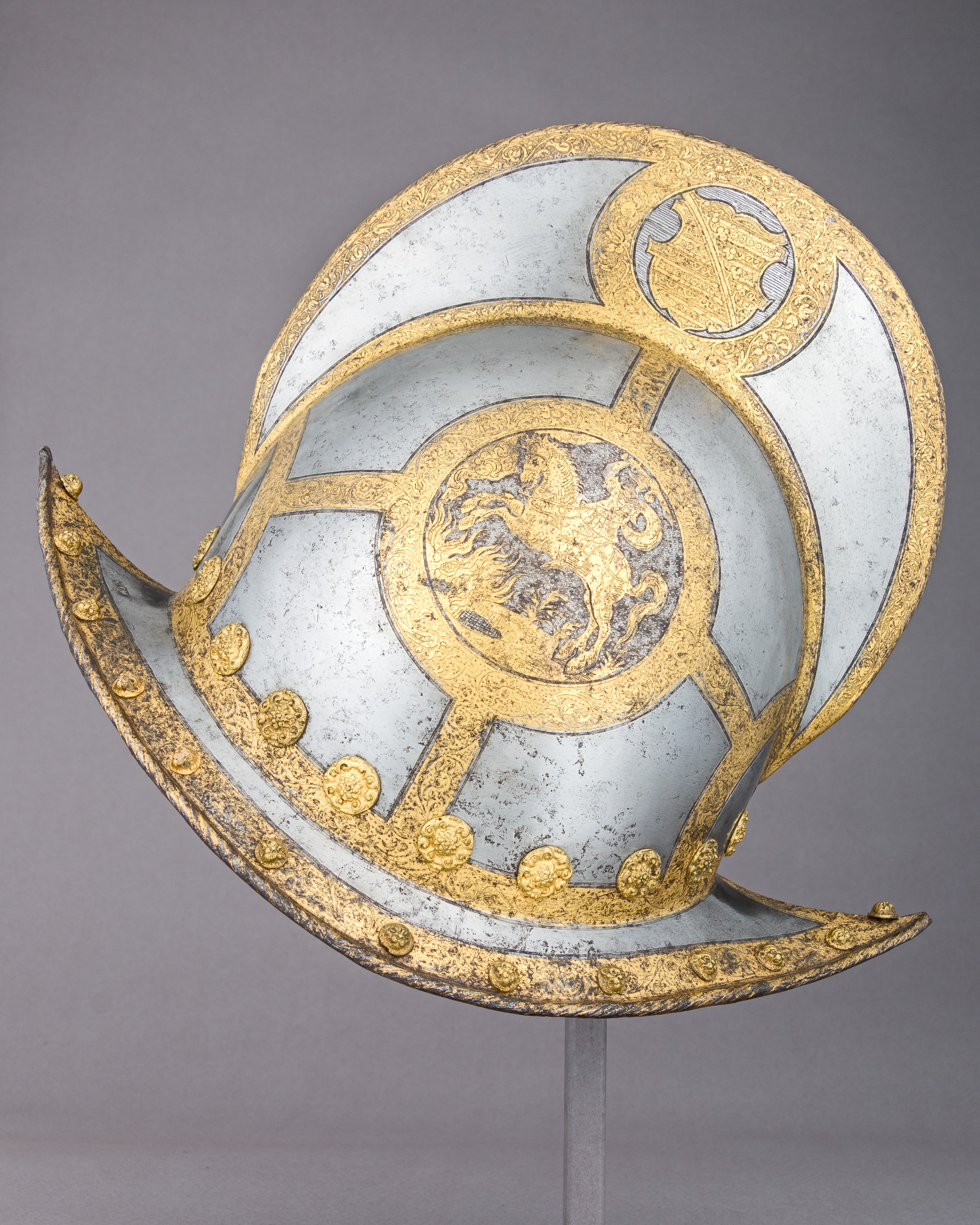
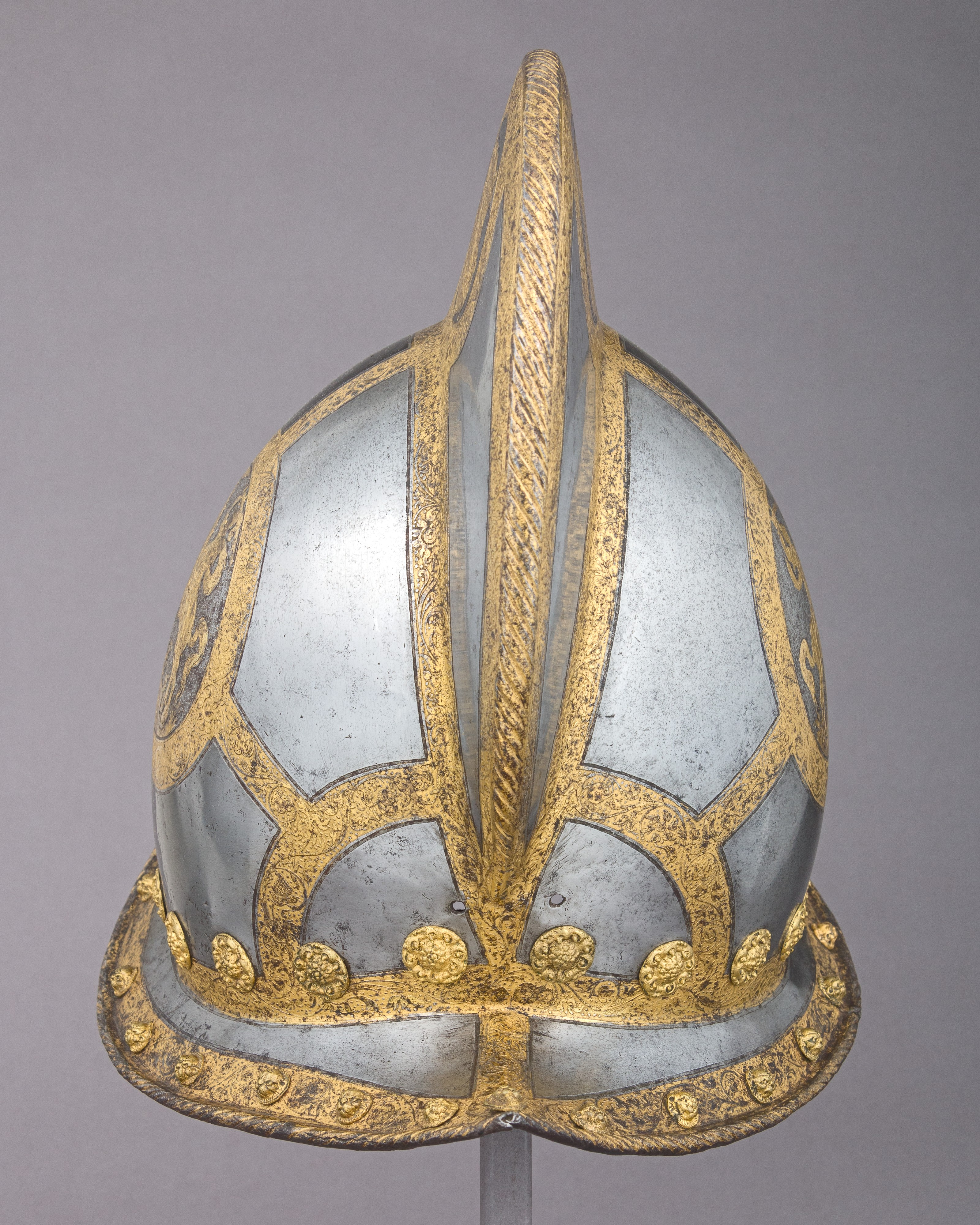
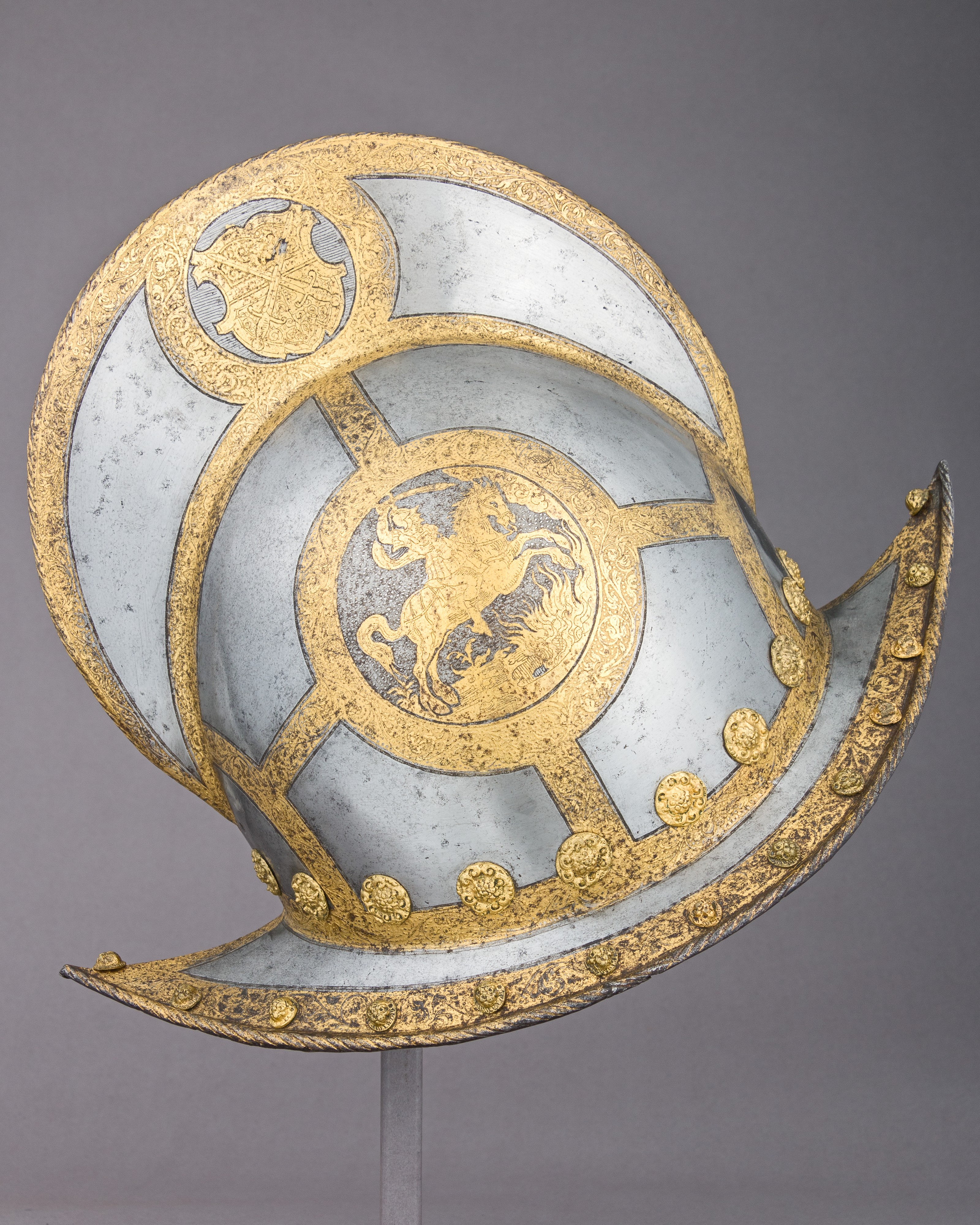
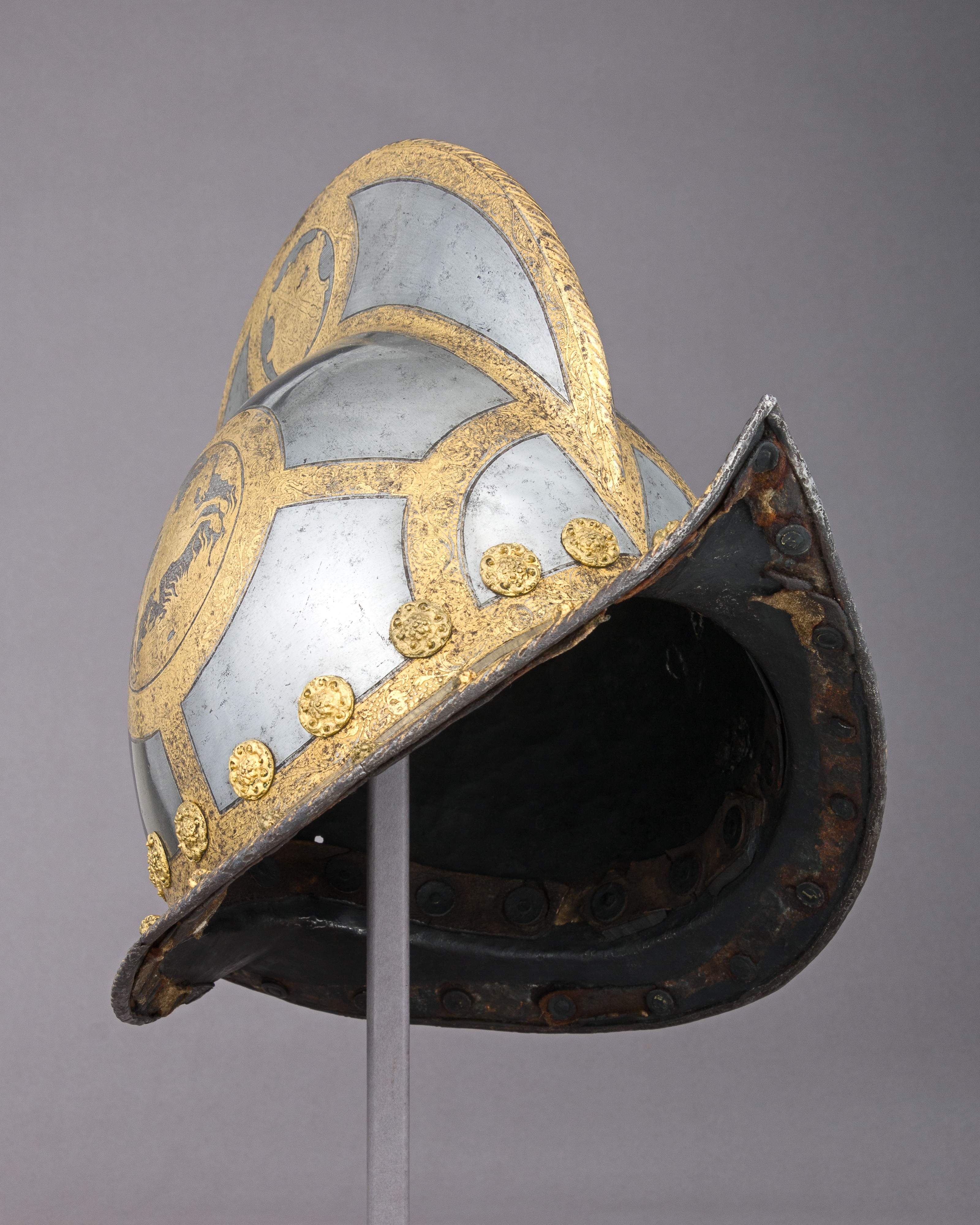

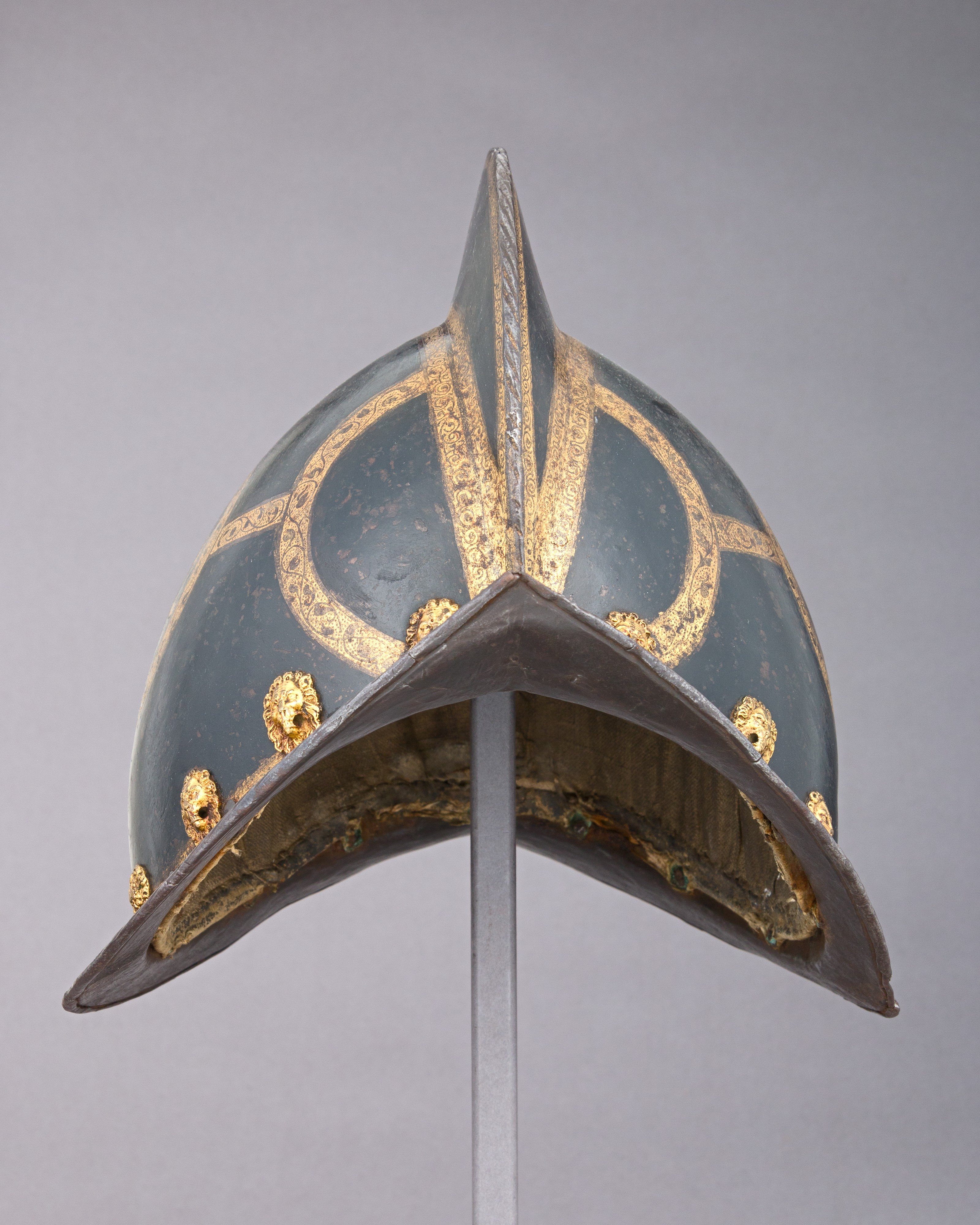
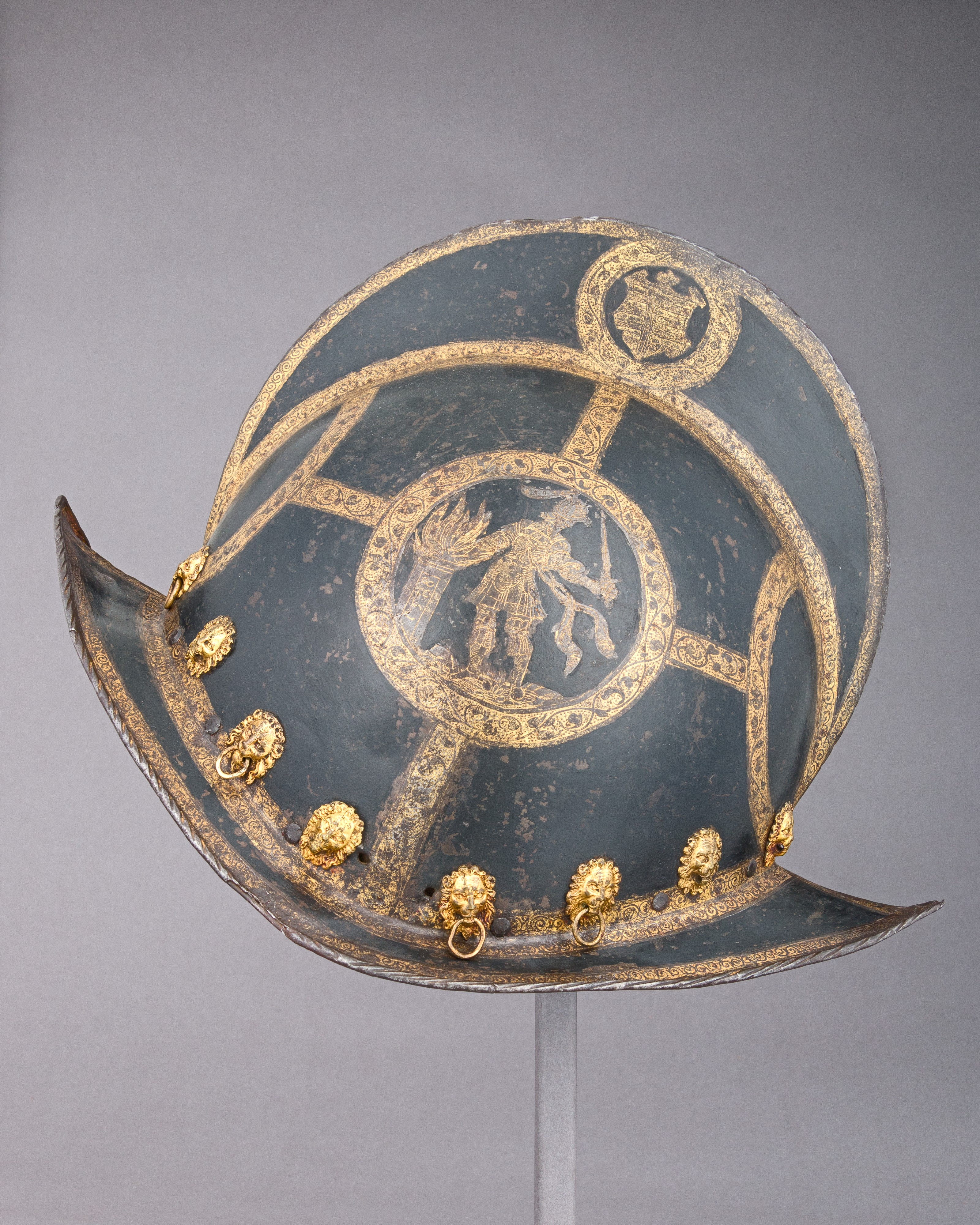
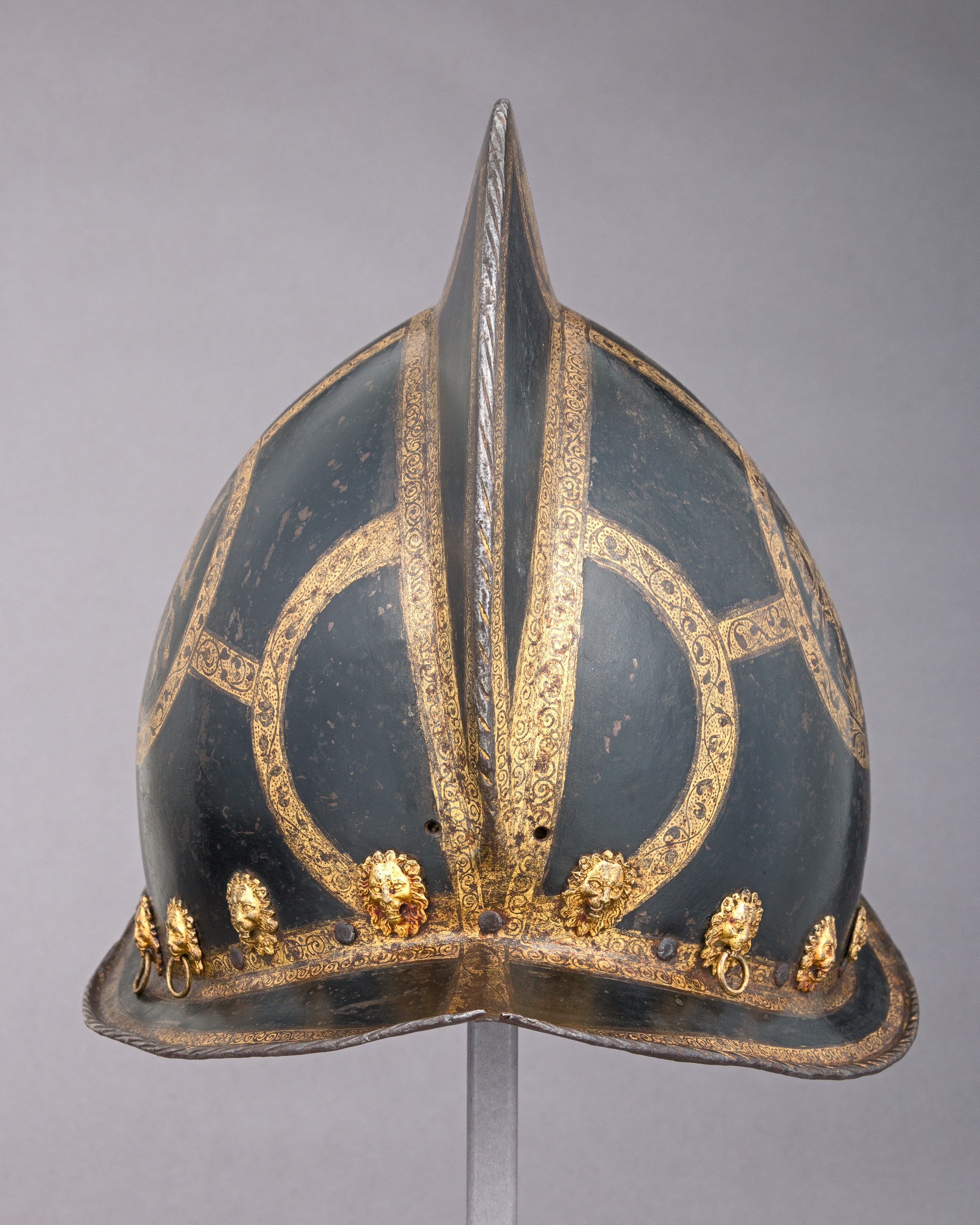
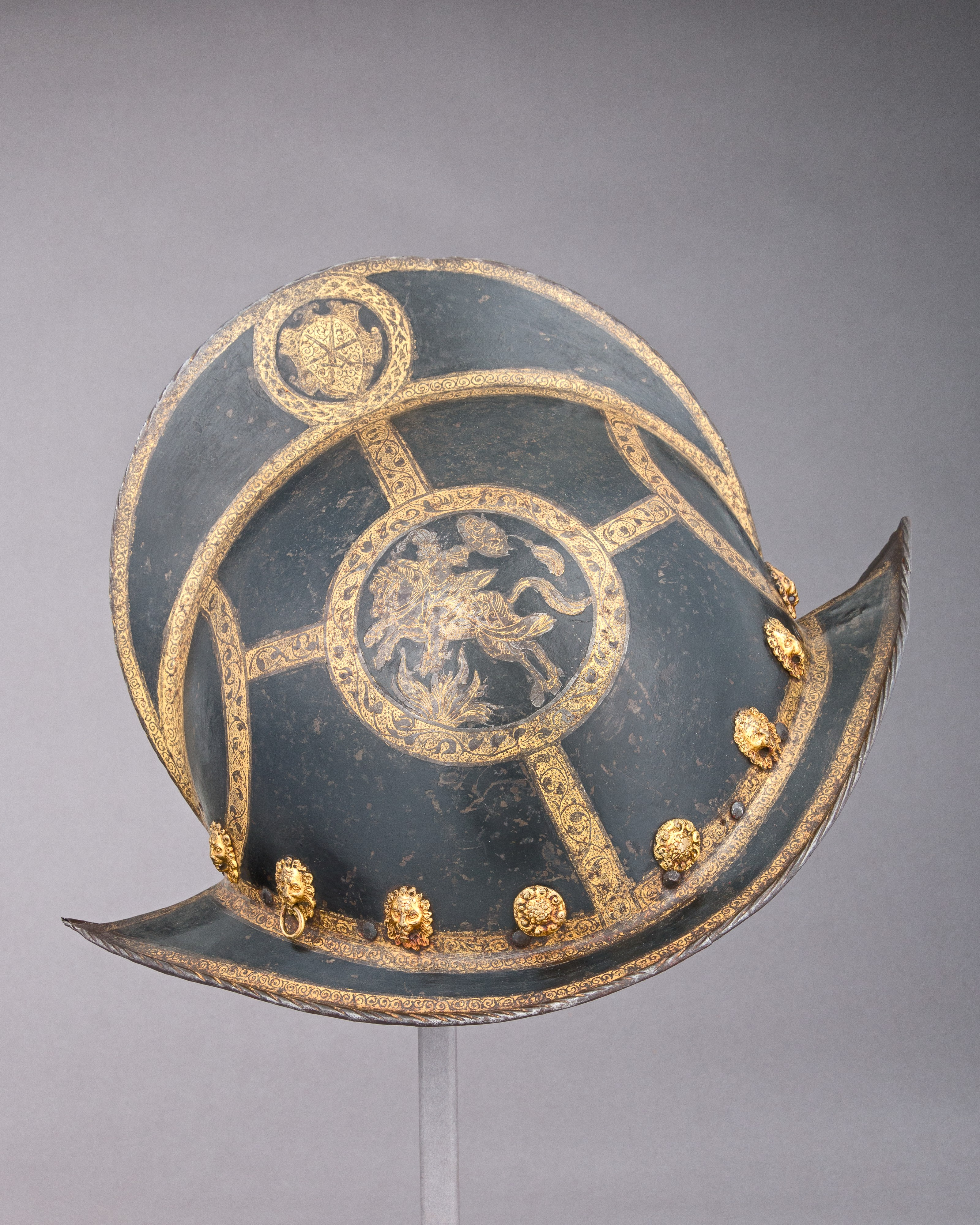
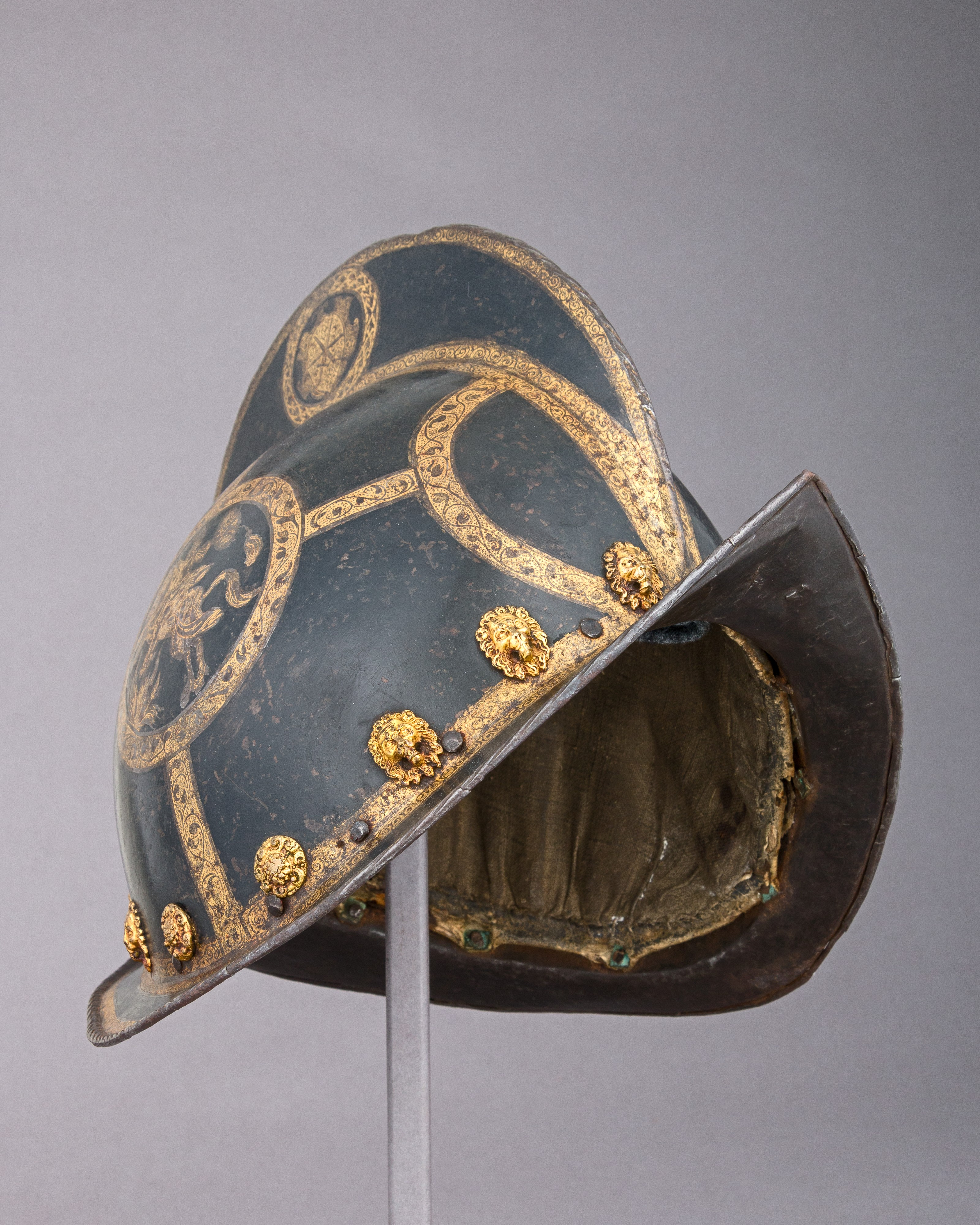

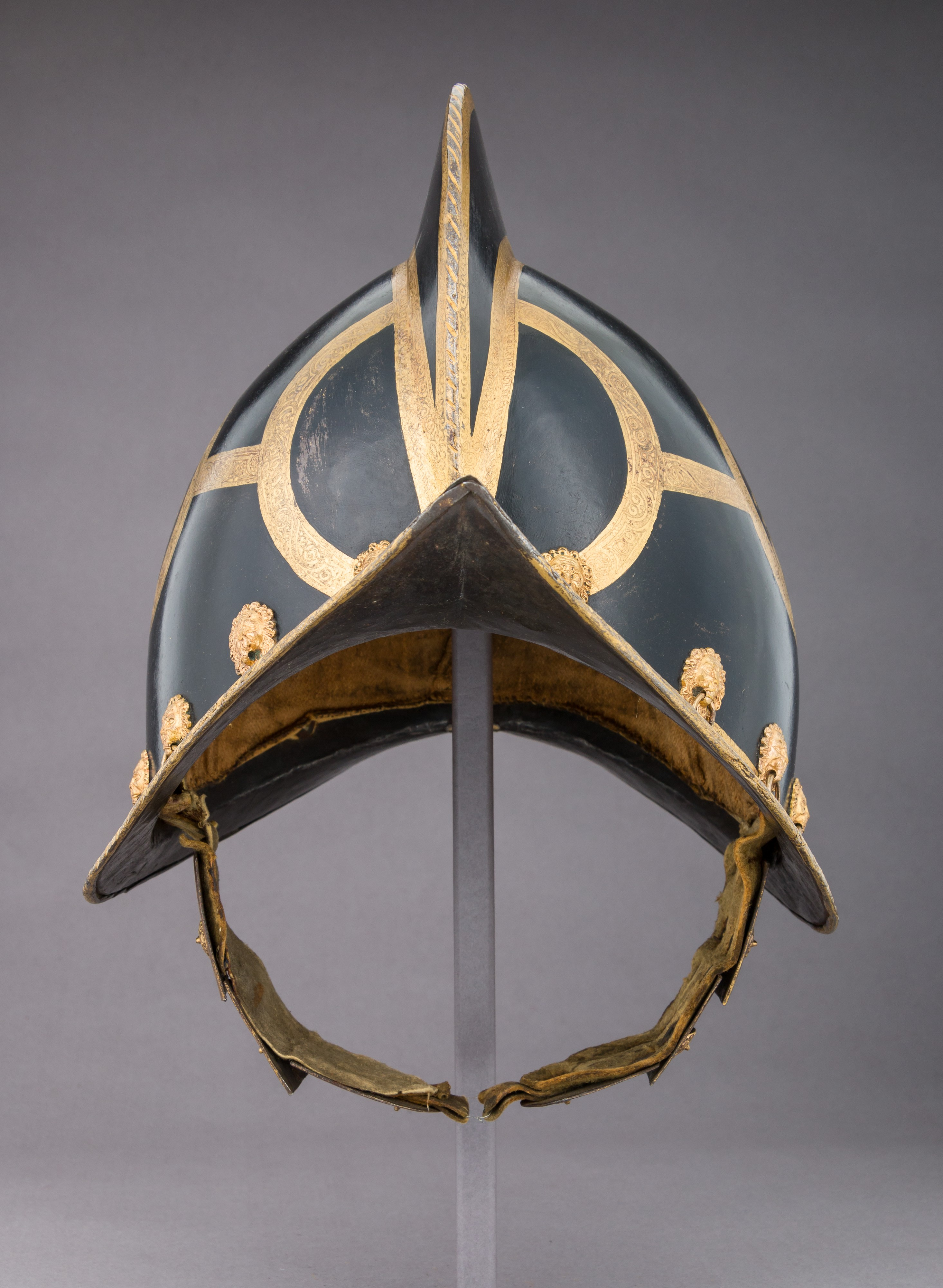
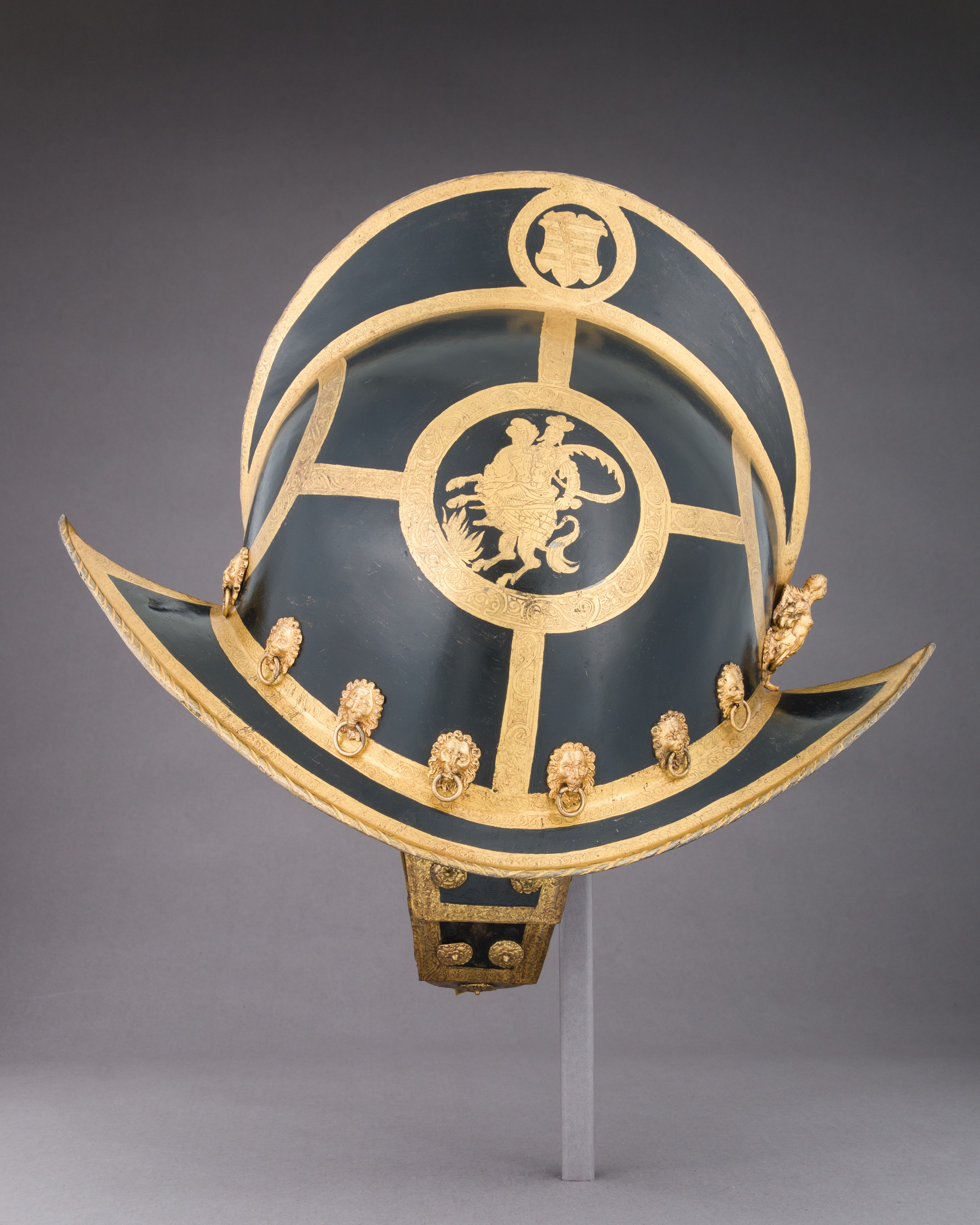
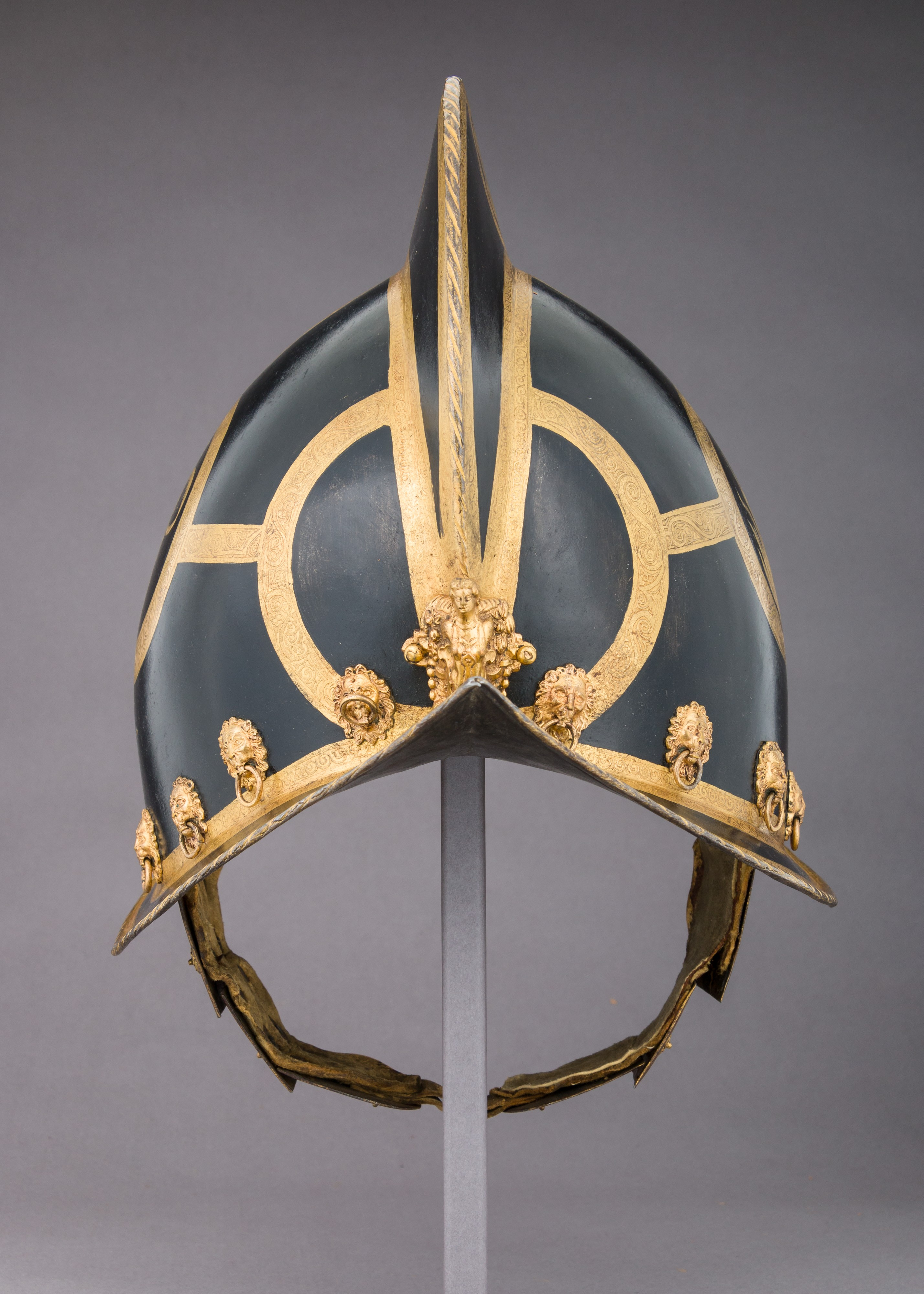
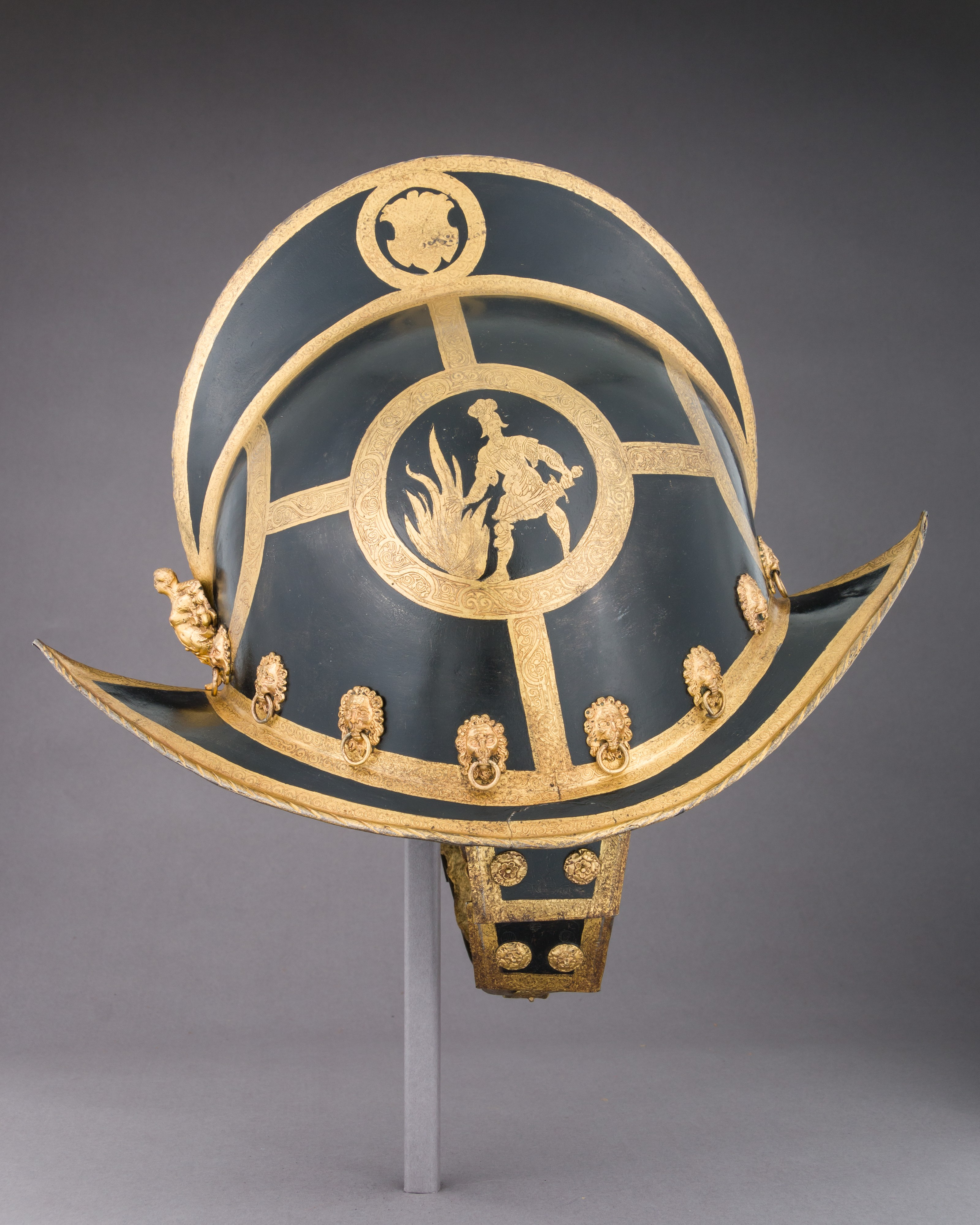
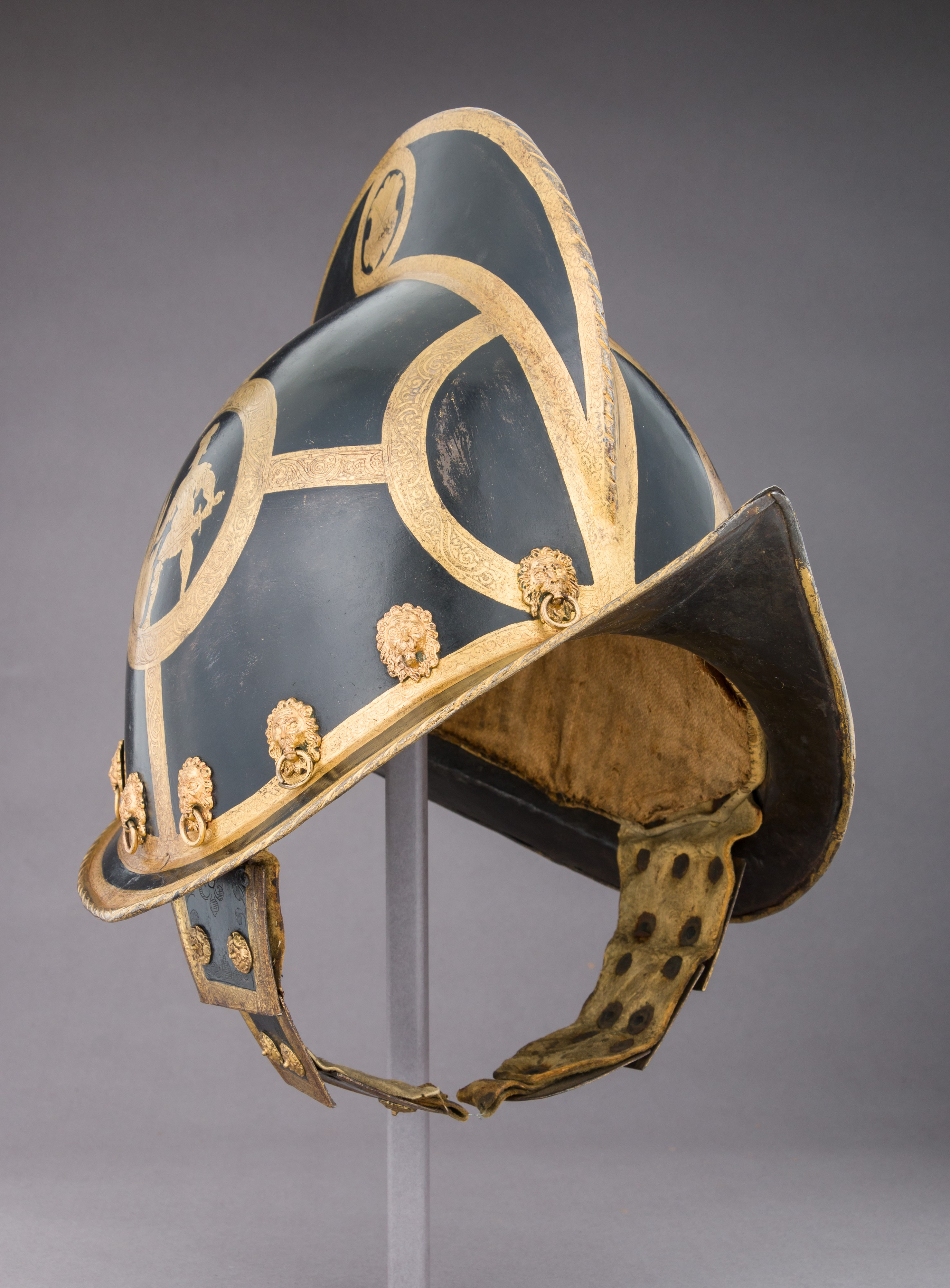

Моріон був легким і практичним, завдяки чому став першим міжнародним і надстановим шоломом. Його носили і європейські королі, і вояки, і купці, і колоністи-простолюдини. Ареал використання охоплював практично всі континенти.
Легкий і відкритий моріон був прийнятий на озброєння різними родами військ ранньомодерної доби. Це відбулося на тлі зростання ролі вогнепальної зброї у бою, що супроводжувалося поступовим витіснення закритих, важких обладунків, зокрема шоломів-селадів, які обмежували огляд вояка і слабо захищали лице від куль.
Моріони були запроваджені у легкій кавалерії, озброєній аркебузами. У книзі Йоганна Якобі Валльгаузенського «Мистецтво війни на коні» 1616 року зображені кінні аркебузири, голови яких захищені кабасетами-моріонами, а тіла — кірасами. Оснащений таким чином кіннотник був мобільним, мав широкий огляд і міг цілитися та стріляти від щоки, чого не дозволяли закриті шоломи.
У піхоті відкриті шоломи завжди користувалися популярністю, тому з появою зручного й ефективного моріона на нього перейшли аркебузири, алебардники, мечники і пікінери. Обтічна форма наголовника і гребінь цього шолома добре захищали голову солдата від куль, або ударів холодної зброї кавалериста. У бою вигнуті широкі поля моріона також оберігали шию та плечі вояка.
Незважаючи на високі бойові якості, моріон мав суттєвий недолік — незахищеність обличчя. У піхоті проблему намагалися вирішити, використовуючи круглий щит, що закривав тіло й лице солдата чи офіцера. Через це моріони, як правило, виготовляли в парі зі щитами.

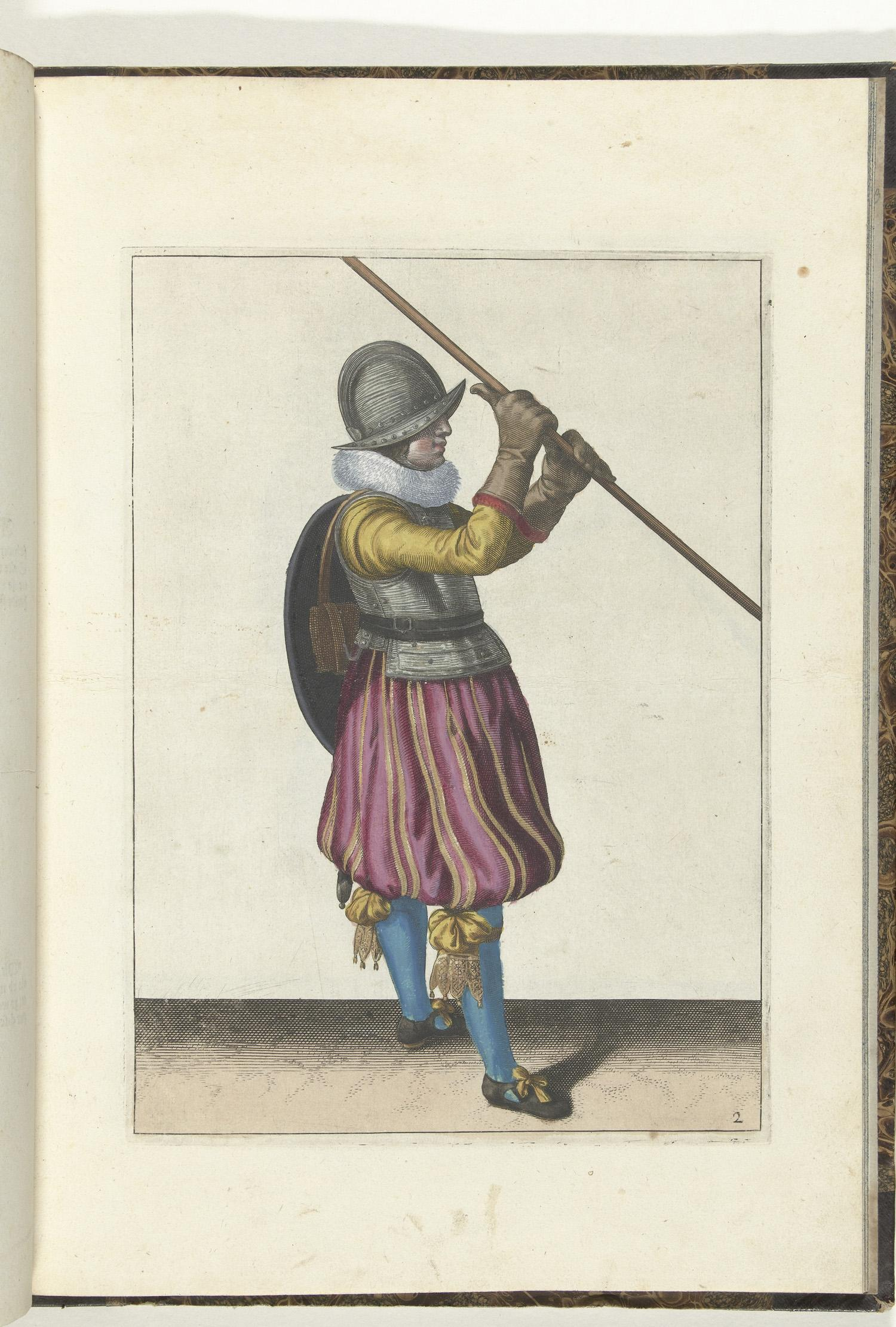
Пікінер
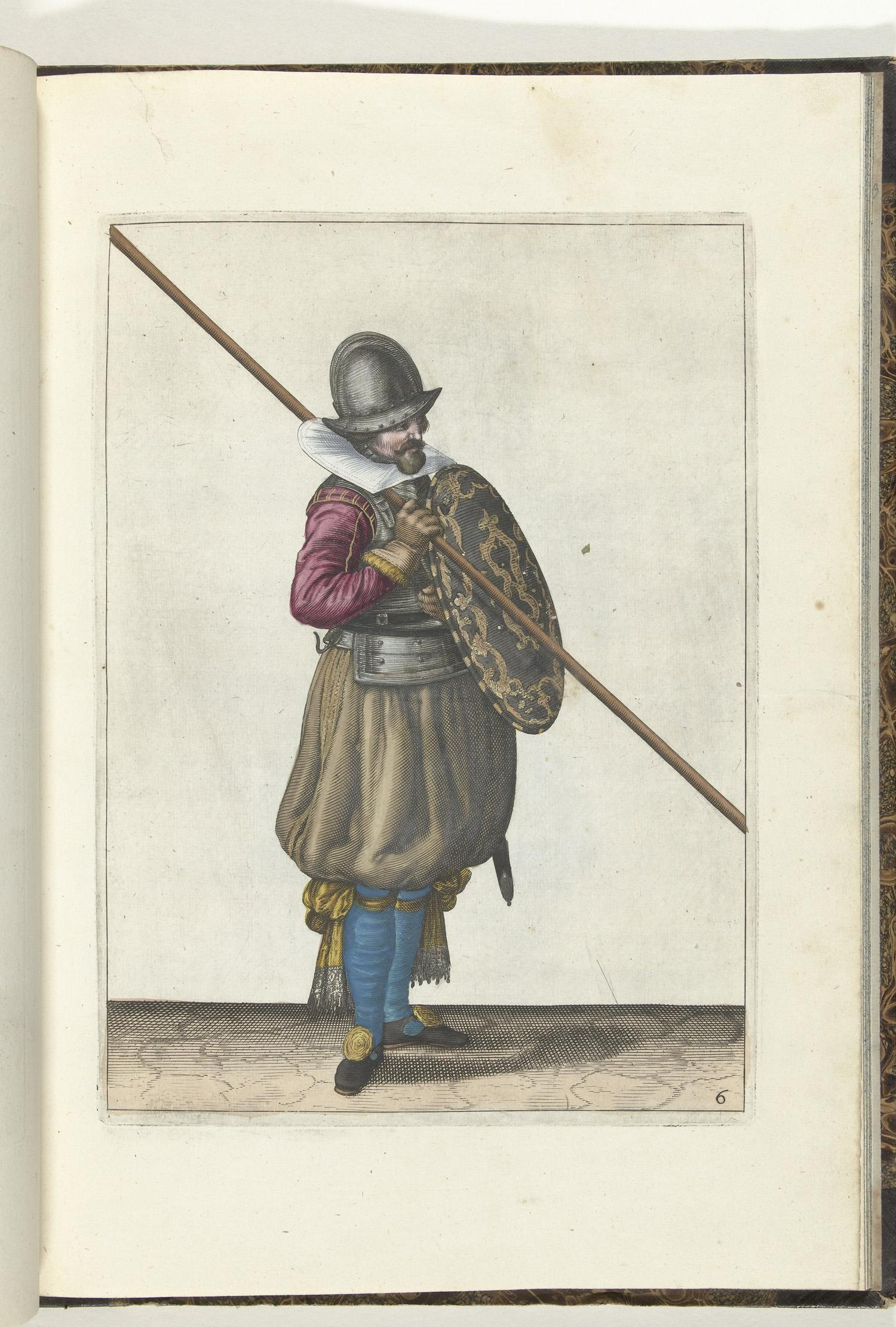
Пікінер
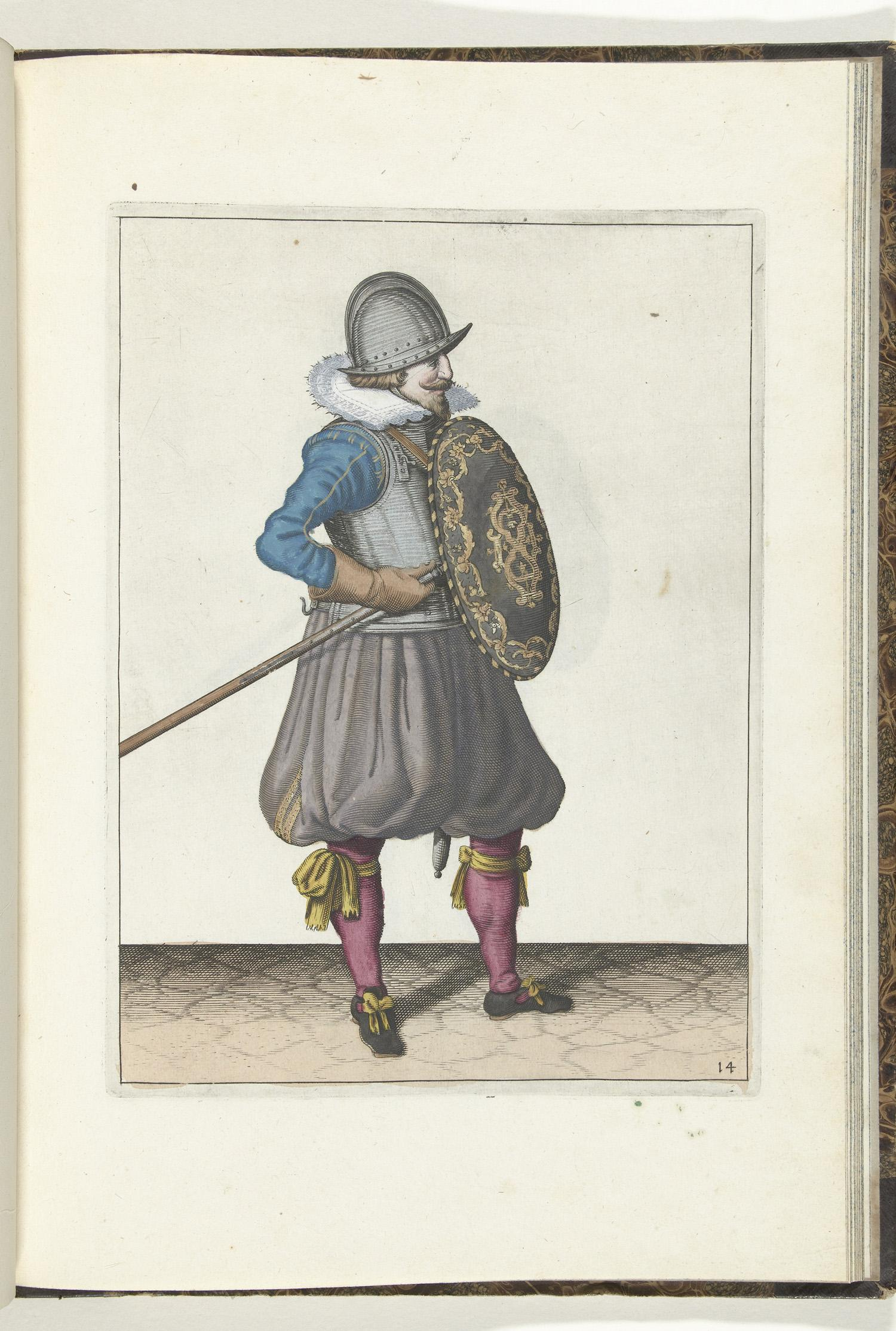
Пікінер
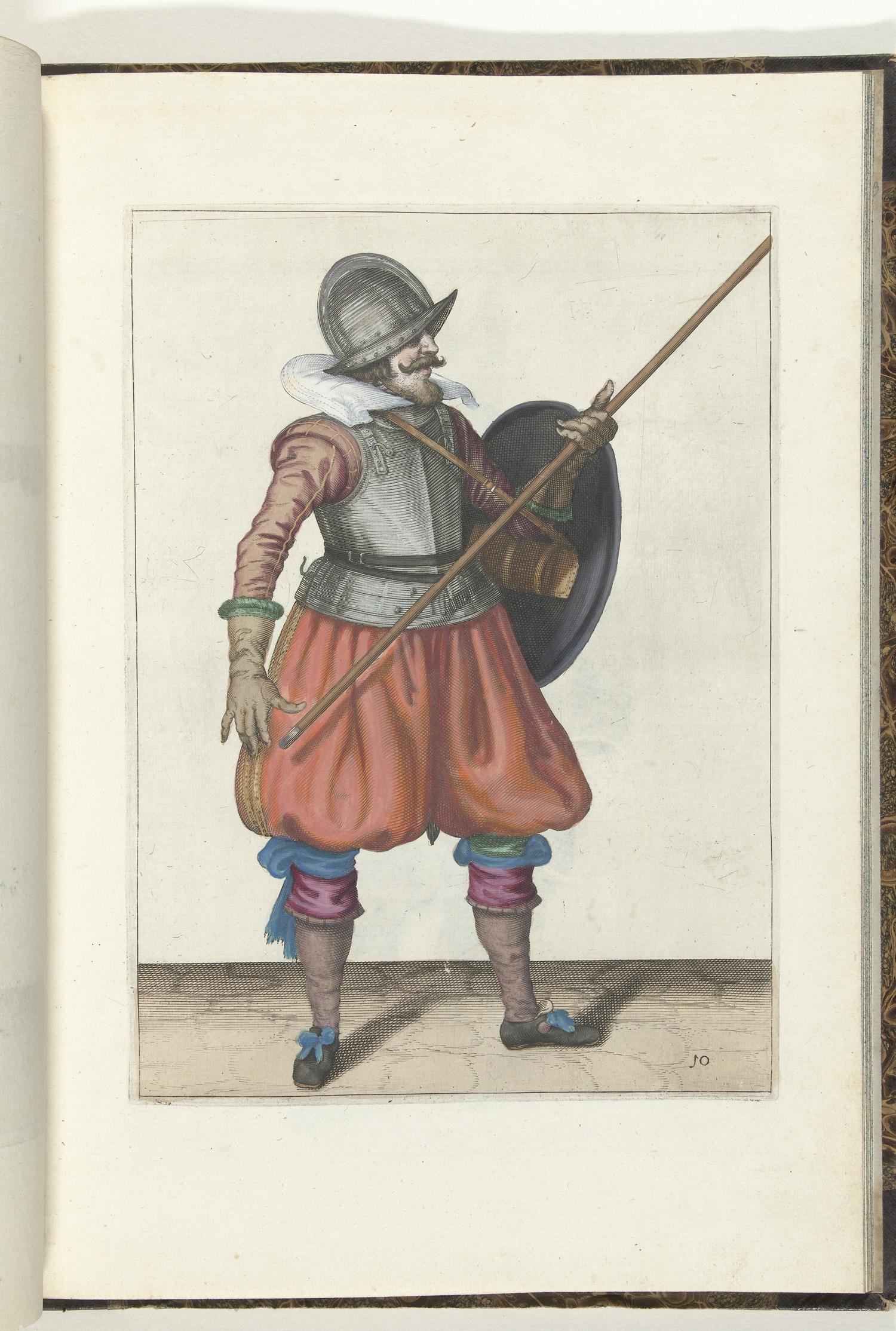
Пікінер
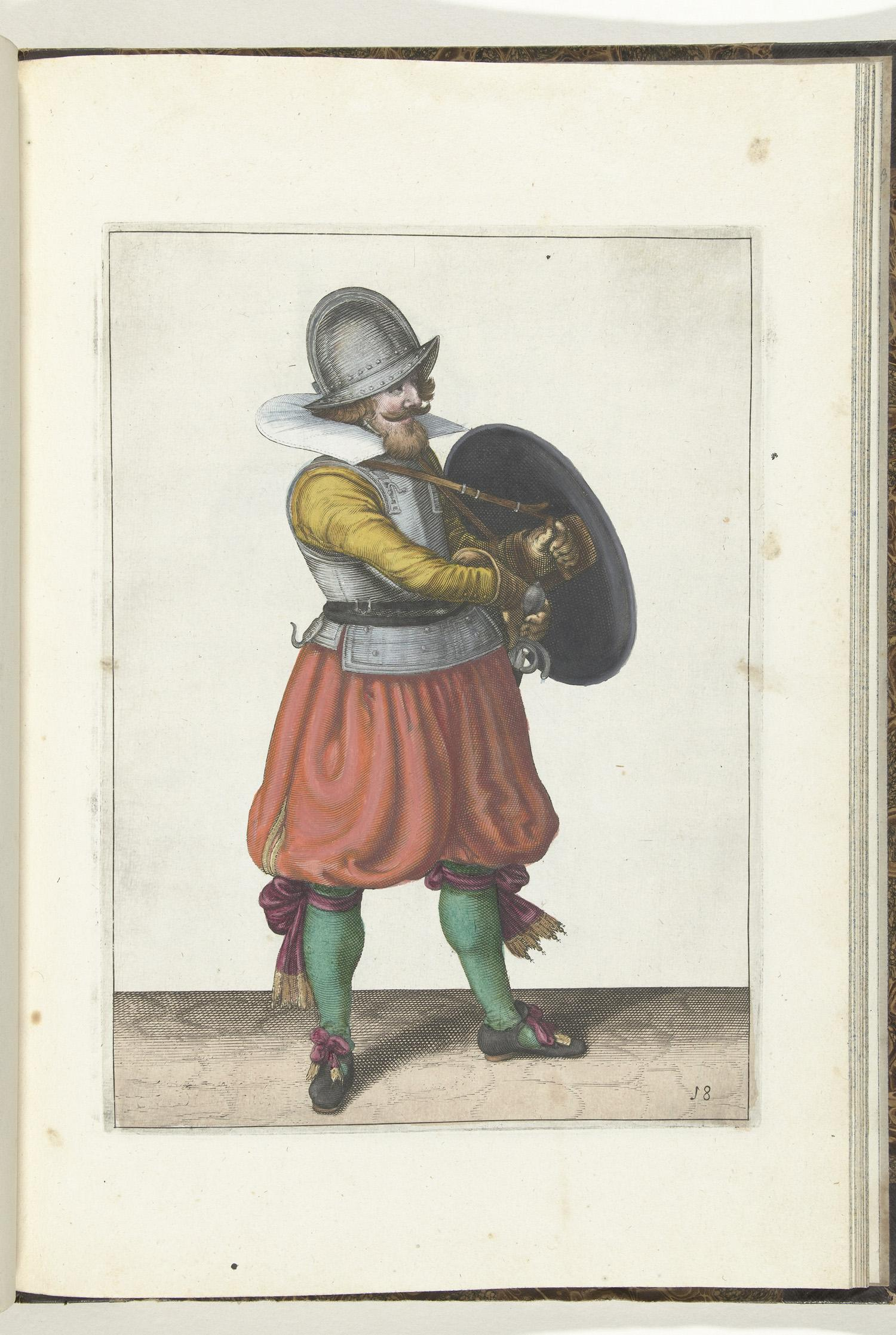
Мечник
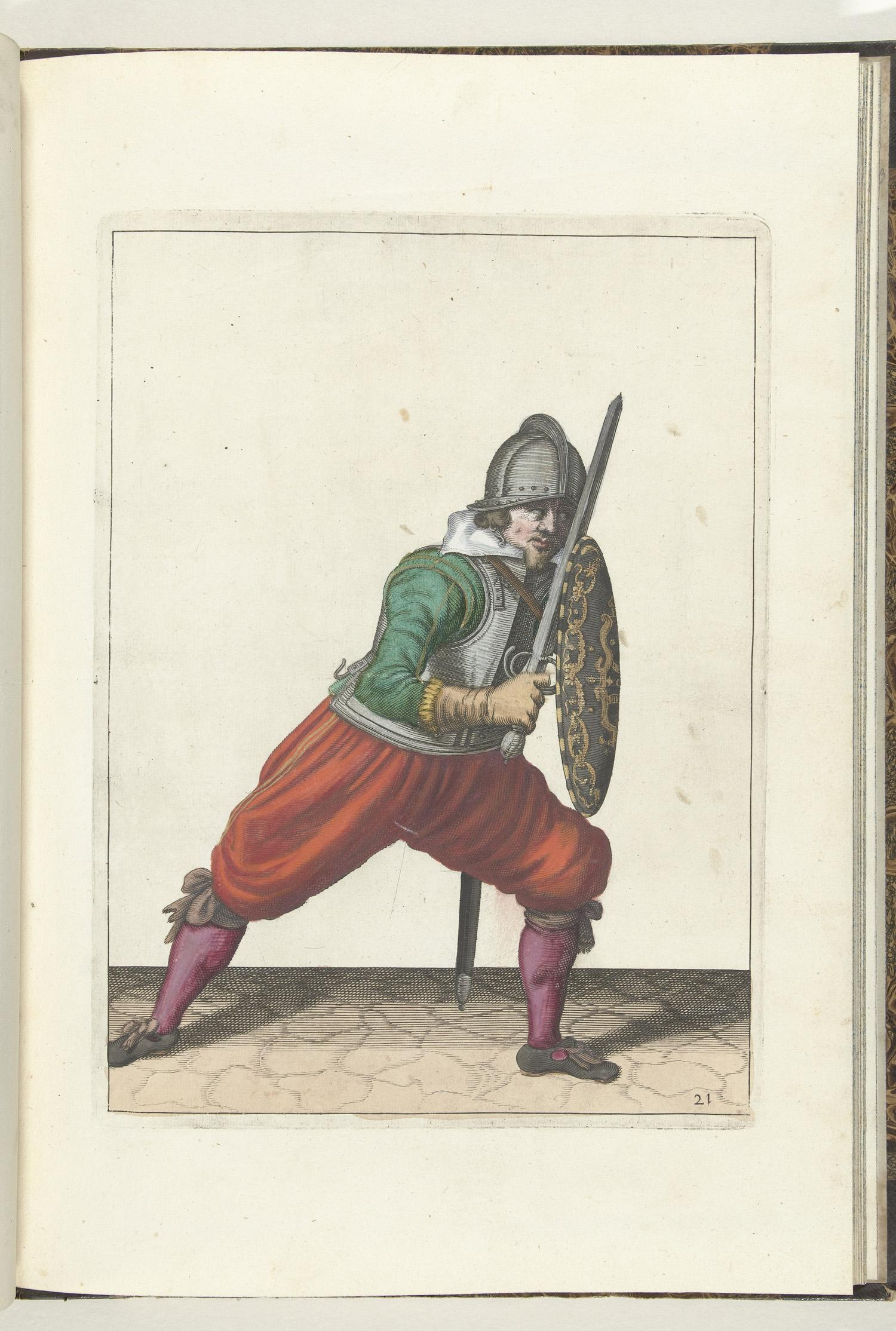
Мечник

Моріони також використовували гвардійці монархів чи магнатів XVI—XVII століть. Їхні шоломи прикрашалися багатими візерунками, кольорами й гравіюваннями, що мусило свідчити про заможність і авторитет господаря. Більшість моріонів, що збереглися й виставляються у музеях, належать саме до декорованих гвардійських шоломів. Одними із найвідоміших й найкрасивіших зразків — шоломи лейб-гвардії саксонських курфюстів. Зазвичай вони мають чорний колір, оздоблені золотими смугами і рунделями, всередині яких зображені герої-символи самопожертви й відваги — Марк Курцій та Муцій Сцевола.

## У культурі

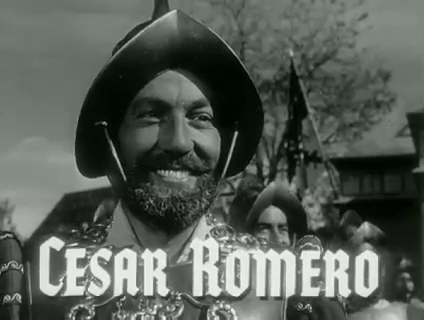
Сізар Ромеро в ролі Кортеса (1947)

- У американській масовій культурі гребенястий моріон став ототожнюватися з іспанськими першовідкривачами і конкістадорами Ернана Кортеса після голівудського фільму «Капітан із Кастилії» (1947)[26]. Проте ні першовідкривачі Колумба, ні завойовники Латинської Америки, таких шоломів не носили, оскільки цей тип моріонів поширився пізніше, у другій половині—кінці XVI століття[7][15]. Перші конкістадори захищали голову кабасетами і капелінами[7].

## Галерея

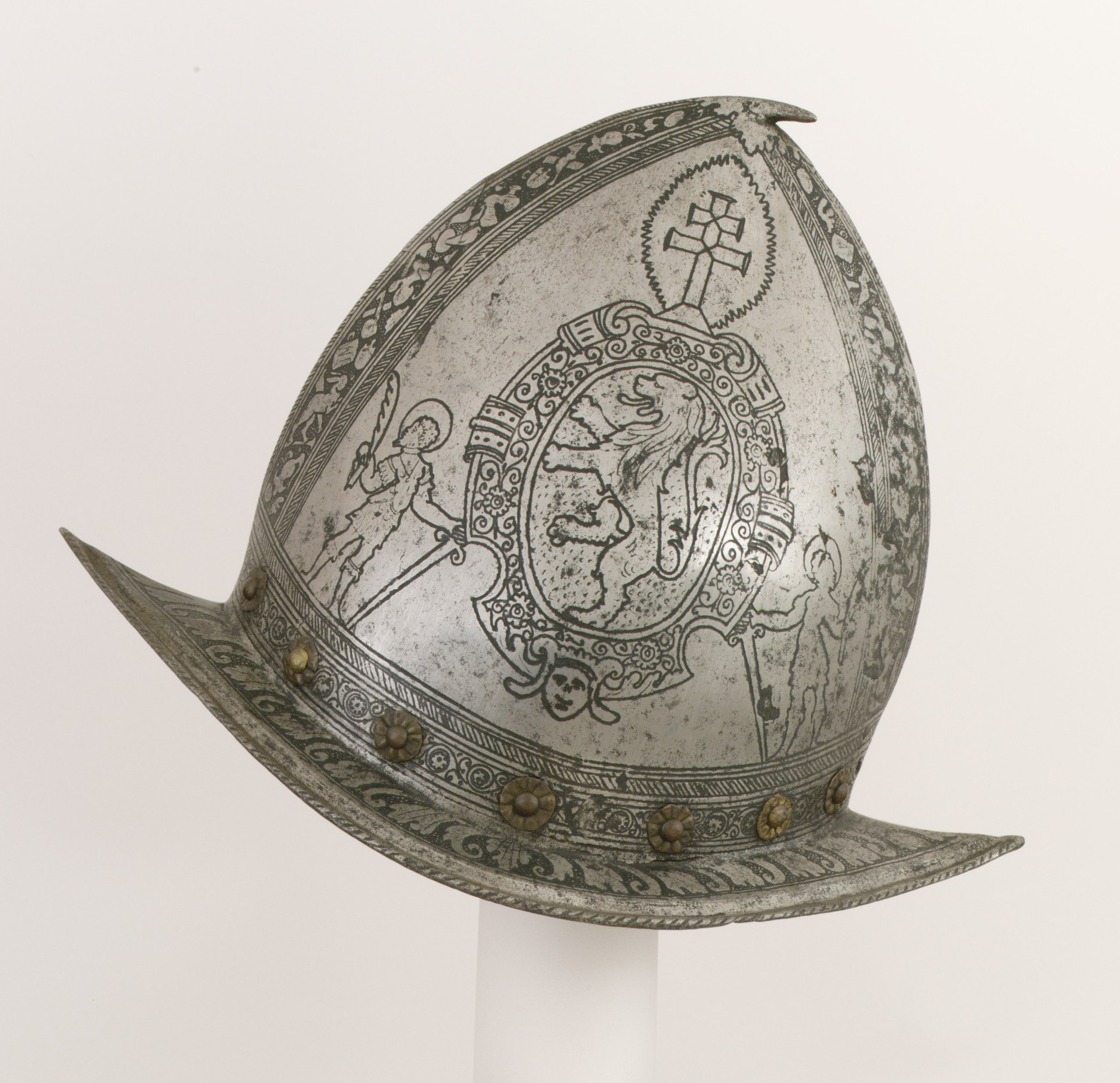
Італія
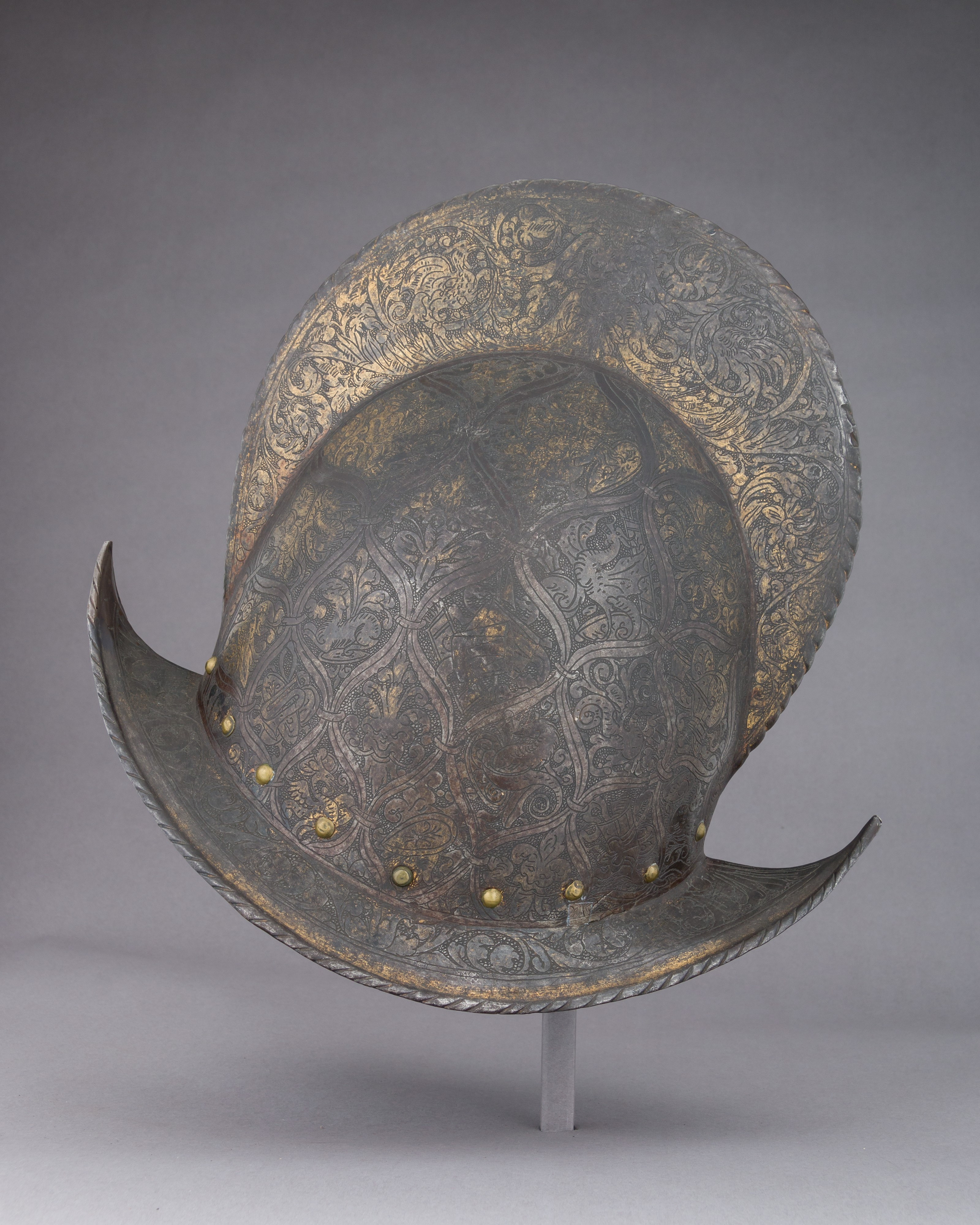
Італія
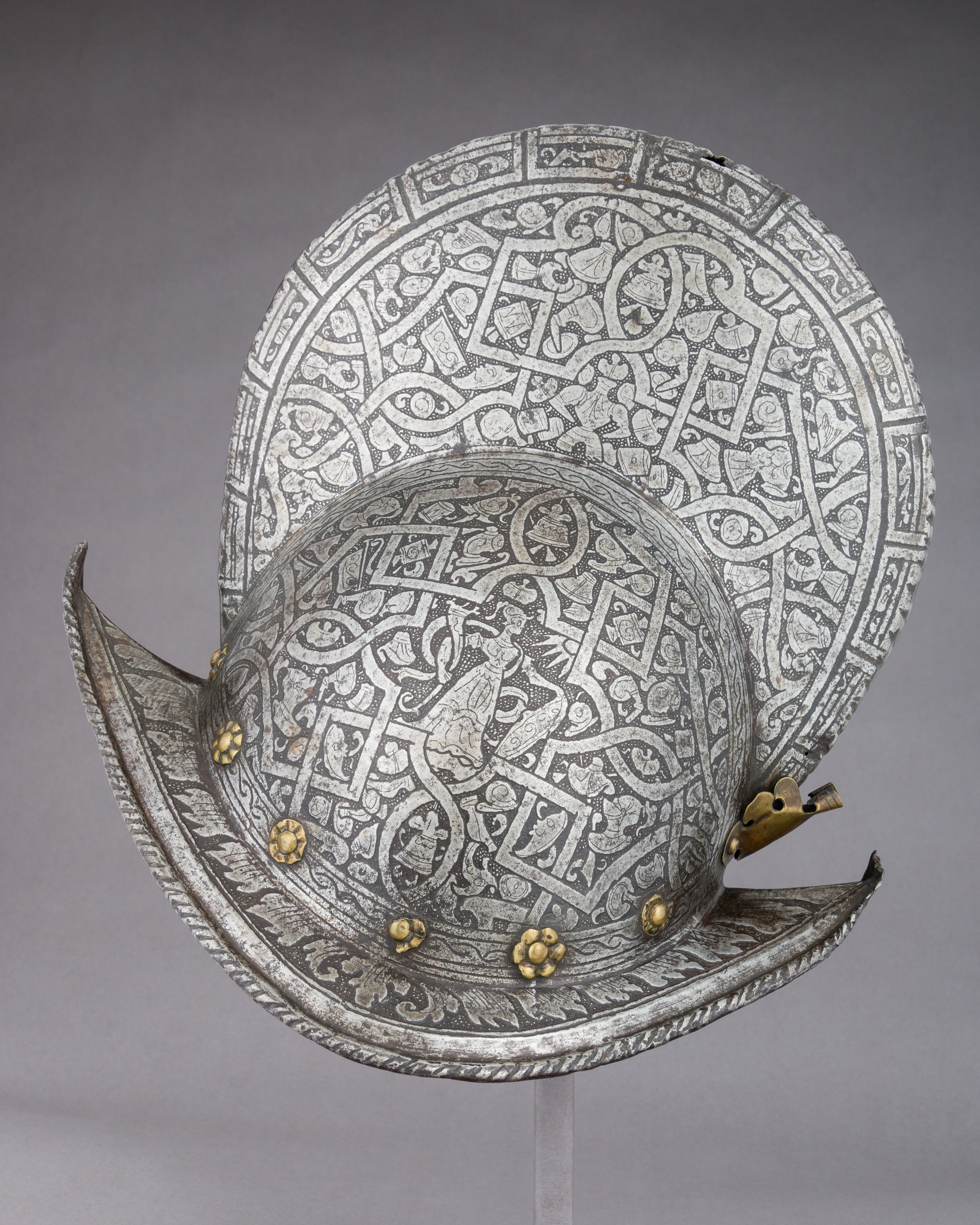
Італія
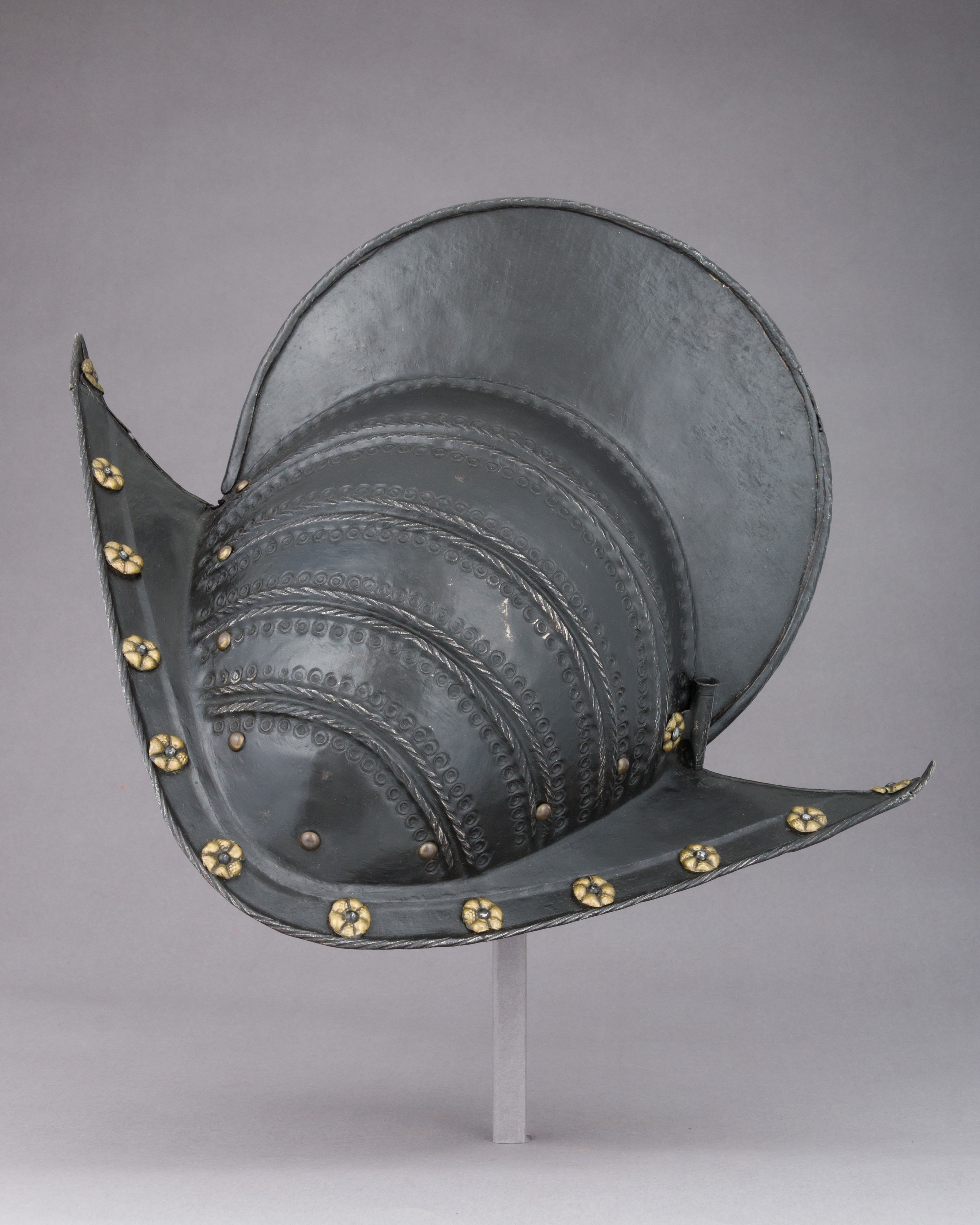
Німеччина
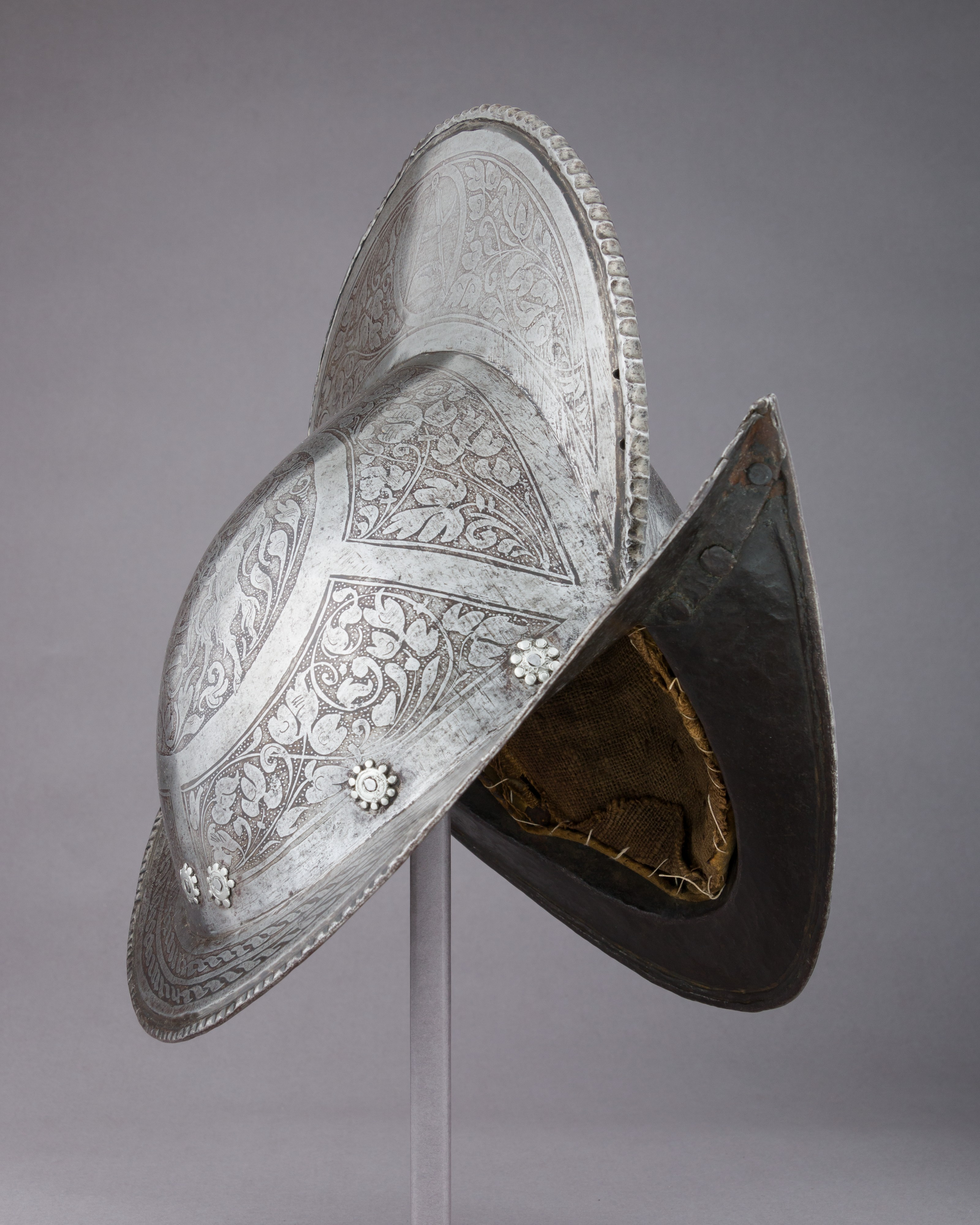
Німеччина
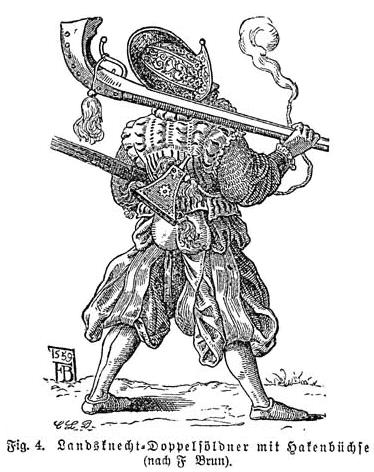
Аркебузир в моріоні
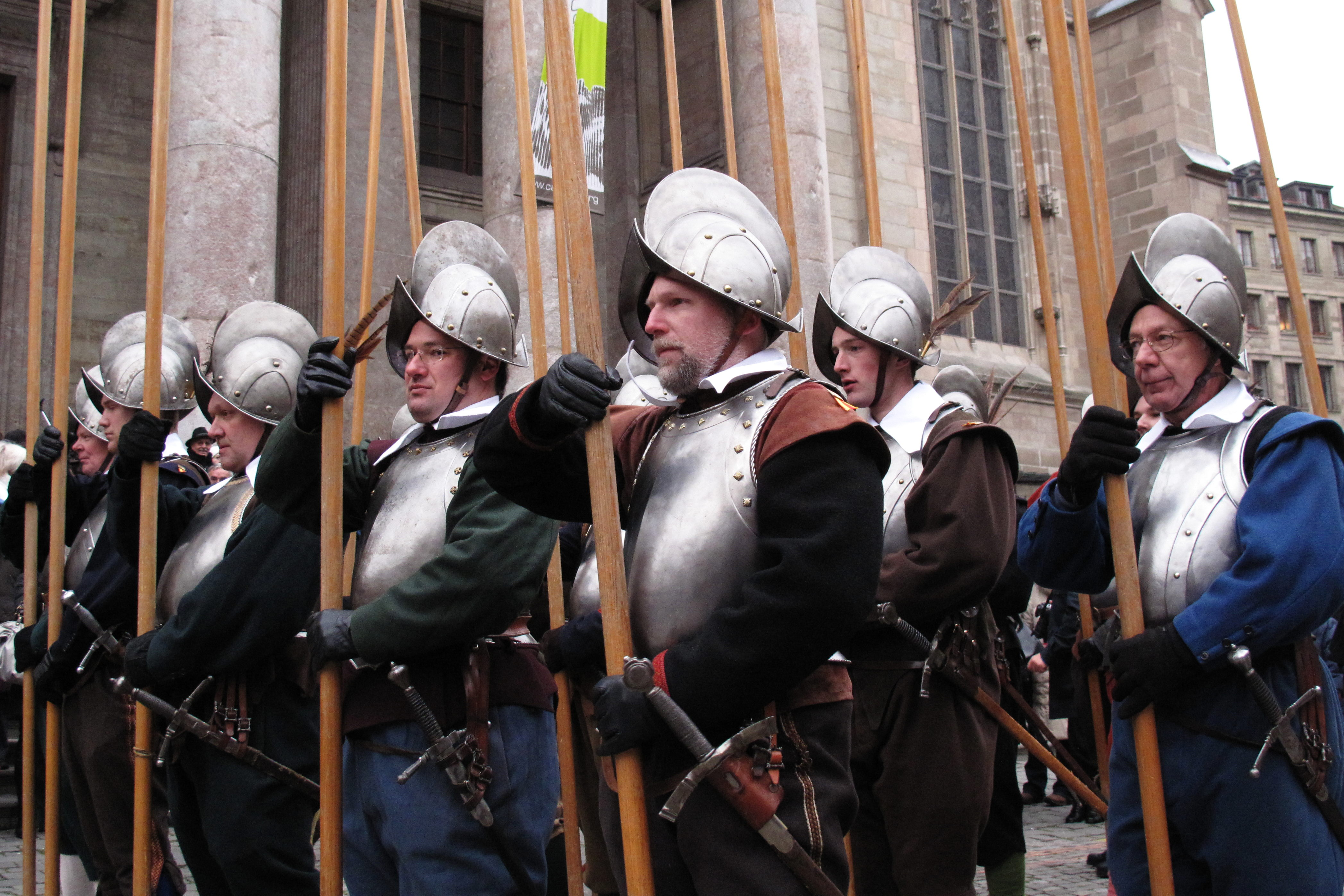
Пікінери в моріонах.
7-а бригада (Іспанія)